# Észak-Korea
Észak-Korea, hivatalos nevén Koreai Népi Demokratikus Köztársaság (hangul: 조선민주주의인민공화국, Csoszon Mindzsudzsui Inmin Konghvaguk, handzsa: 朝鮮民主主義人民共和國, RR: Joseon Minjuju-ui Inmin Gonghwaguk) kelet-ázsiai ország a Koreai-félsziget északi részén. Délen egy demilitarizált övezet, az Észak- és Dél-Korea közti ütközőzóna határolja, északon a Jalu és a Tumen folyó választja el Kínától, északkeleten pedig a Tumen egy szakasza Oroszországtól.
Az országra gyakran hivatkoznak sztálinista berendezkedésű államként, azonban Észak-Korea a dzsucse-eszmét követi, amelyet az ország első vezetője, Kim Ir Szen örökös elnök dolgozott ki. Ötvözte a koreai és a neokonfucianista hagyományokat a marxizmussal, a marxizmus–leninizmussal, a sztálinizmussal és a nacionalizmussal, ám az alapok egyértelműen a történelmi időkbe nyúlnak vissza: nemcsak az ország neve utal Csoszonra, az utolsó virágzó pánkoreai államra, hanem a főhatalom dinasztikus, nem primogenitúra-alapú örökítése, a hatalmat gyakorló dinasztiát körüllengő miszticizmus is csoszoni örökség, de Észak-Korea elzárása a külföldtől sem volt újdonság, hiszen elődállama történelmét izolacionizmus jellemezte egészen a 19. század végéig.
Kim Ir Szent 1994-es halála után dinasztikus módon fia, Kim Dzsongil örökös elnök követte a hatalomban, kinek 2011-es halálát követően Kim Dzsongun, Kim Dzsongil egyik fiatalabb fia vette át az ország vezetését. A dzsucse-ideológia fő elve szerint az ország csak saját magára támaszkodhat, de szoros kapcsolatokat ápol más szocialista államokkal, például Vietnámmal, Laosszal, Mianmarral és Kínával. A Szovjetuniónak mint Észak-Korea fő kereskedelmi partnerének a felbomlása és az 1990-es évek éhínségei nyomán Kim Dzsongil az 1995-ös reformokkal a hadseregre összpontosító és azt támogató gazdaságot hozott létre.
Fővárosa, legnagyobb városa, valamint gazdasági, kulturális és politikai központja Phenjan.
A két koreai állam 1953-ban tűzszünetet kötött egymással. Megállapodásokat, illetve egyezményeket írtak alá a két állam jövőbeli esetleges egyesítésével, illetve viszonyával kapcsolatban, ugyanakkor hivatalos, kétoldalú békeszerződést azóta sem. 2018-ban a két koreai vezető megegyezett, hogy még abban az évben aláírják a háborút lezáró békeszerződést, azonban ez nem történt meg. Az év május 5-én a közeledés jeleként az időzónát is a délen használthoz igazították, vagyis fél órával előre állították.

## Természetföldrajz

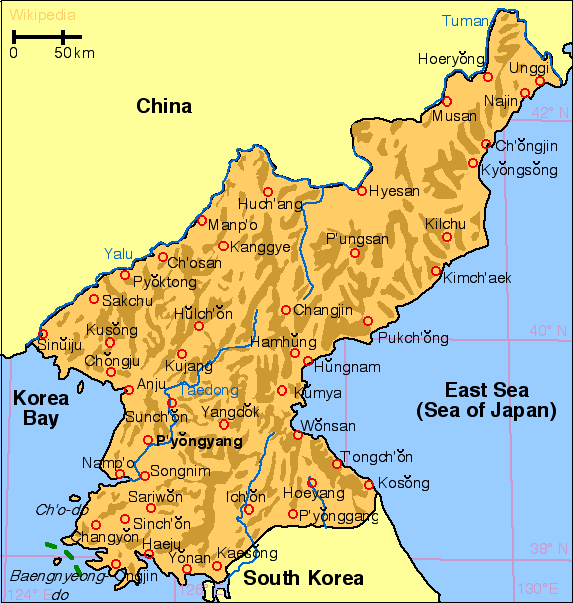
Észak-Korea térképe

| Phenjan Raszon Nampho Dél-Phjongan Észak-Hvanghe Dél-Hvanghe Kangvon Dél-Hamgjong Észak-Hamgjong Rjanggang Csagang Észak-PhjonganKína Dél-KoreaSárga-tenger (Nyugati-tenger) Koreai-öböl Japán-tenger (Keleti-tenger) |

### Határok

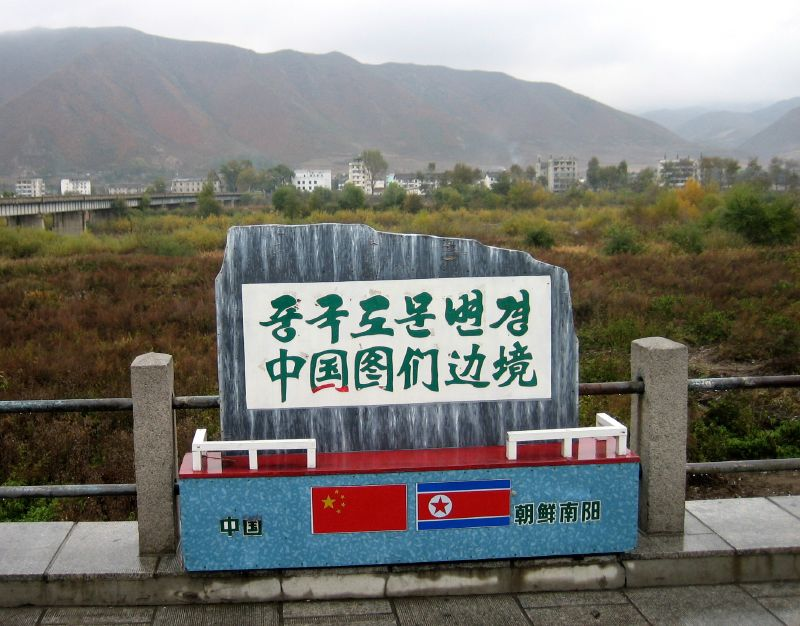
Határkő Kína és Észak-Korea határán

Az ország északi szárazföldi határát a Jalu (vagy Amnok) és a Tumen folyó alkotja, amelyek a Pektu-hegy környékén erednek. Az északi határ 1433 km hosszú: 1416 kilométer a kínai Csilin és Liaoning tartományokkal, a maradék 17 Oroszországgal érintkezik. A Pektu-hegy közeli határok pontos nyomvonala még nem tisztázott. A partvonal hossza 2495 km.
A második világháború végén a Koreai-félszigetet a 38. szélességi fok mentén szovjet és amerikai megszállási zónákra osztották. A fegyverszünet után a demilitarizált övezet vált az Észak- és Dél-Korea közötti határrá. Ez a rendkívül védett, 4 km széles zóna keletről nyugatra szeli át a félszigetet 241 km hosszan, ebből 238 km fut a szárazföldön.
A kormány a tengerbe 370 kilométer mélyen benyúló szakaszt követel magáénak, ahová engedély nélkül külföldi hajóknak és repülőgépeknek belépni tilos.

### Domborzat

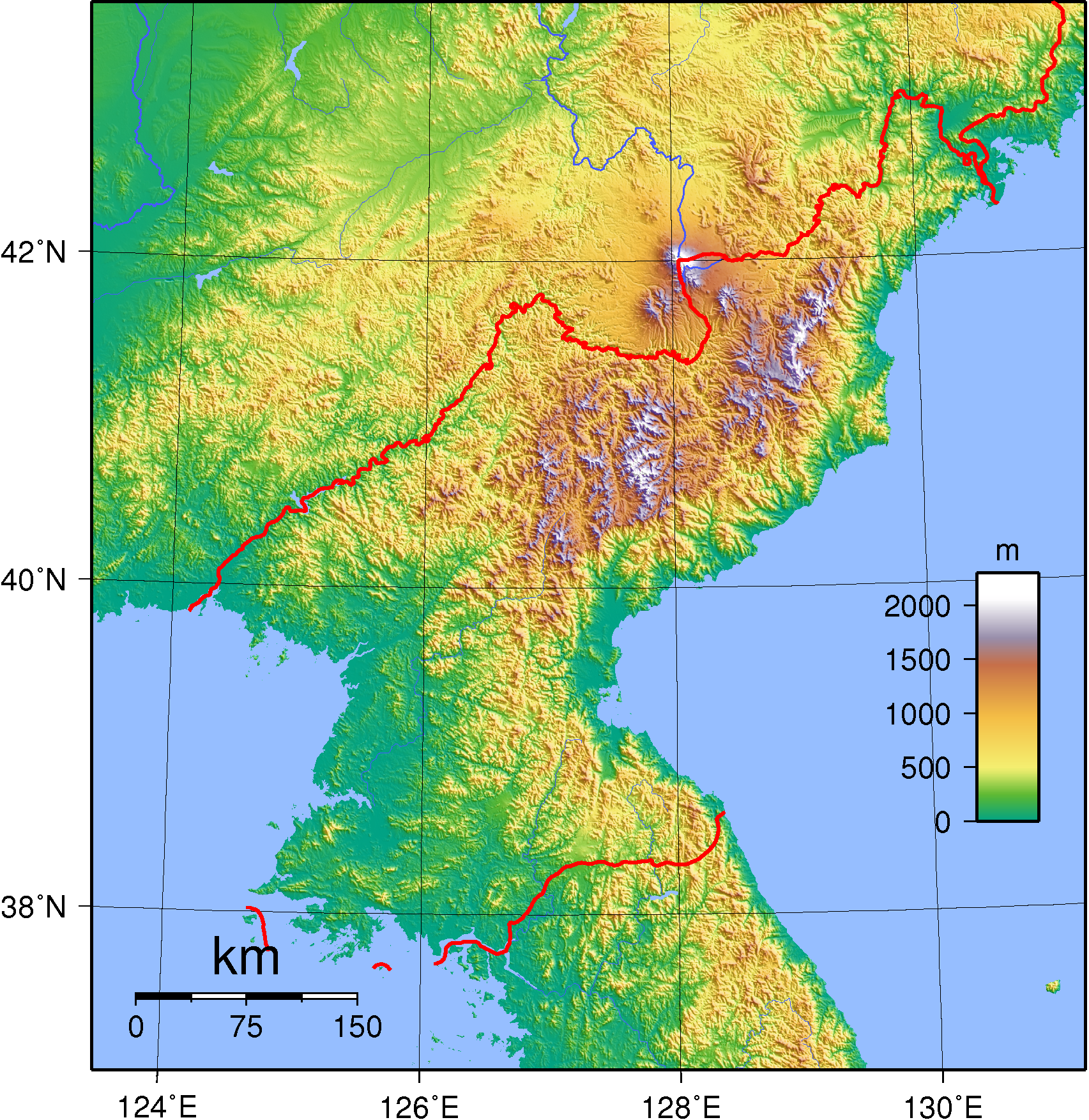
Észak-Korea domborzati térképe

A 120 540 négyzetkilométer területű Észak-Korea a Koreai-félsziget északi részén fekszik. Területének mindössze 130 négyzetkilométerét borítja víz. A szárazföldeken három ország alkot vele közös határt; Kína és Oroszország északon és Dél-Korea délen, amitől két kilométer széles demilitarizált övezet választja el. Nyugaton a Koreai-öböl és a Sárga-tenger határolja. Az ország ezen része a Sárga-tenger felé lépcsőzetes lejtő, valamint síkságokkal tagolt dombvidék. A keleti határt képező Japán-tenger partvidéke mentén a Thebek-hegység húzódik. Japán délkeletre fekszik az országtól, a Japán-tenger másik partján.
Legmagasabb pontja a Pektu-hegy, amely 2744 méter magas. Legalacsonyabb pontja a Japán-tenger partvidéke mentén található. A legjelentősebb folyók a Jalu és a Tumen.

### Vízrajz
Észak-Korea északi és keleti hegyvonulatai alkotják az ország legtöbb folyójának vízgyűjtő területét. A legtöbb folyam nyugati irányban halad és a Sárga-tengerbe torkollik. A leghosszabb a Jalu (vagy más néven az Amnok) folyó, amely 790 km hosszú. Teljes hosszúságából 678 km-en hajózható. A Tumen folyó, az egyetlen jelentős, Japán-tengerbe ömlő folyó 521 km hosszú, de csak 85 km-en alkalmas vízi közlekedésre a meredek lejtése miatt. A harmadik leghosszabb észak-koreai folyam a Phenjant kettészelő, 397 km hosszú Tedong. A gleccsertevékenység hiánya és a földkéreg stabilitása miatt a tavak általában kicsik. Észak-koreai adatok alapján az országban 124 termál- és gyógyvízforrás van.

### Éghajlat
A 38. és 43. északi szélességi fok között elhelyezkedő Észak-Korea éghajlata kontinentális jellegű, négy, jól elkülöníthető évszakkal. Az északi, hegyes területeken zord éghajlati viszonyok uralkodnak. Télen az időjárás leggyakrabban hideg, az ég felhőtlen. A Szibéria felől fújó szelek számos alkalommal okoznak heves hóviharokat. Phenjanban a januári legmagasabb és legalacsonyabb átlaghőmérséklet napközben −3 °C és −13 °C. Csapadék decembertől februárig átlagosan 37 napon hullik. A nyarak rövidek, forrók, magas a páratartalom és nem ritka a csapadék a Csendes-óceán felől nedves levegőt szállító déli és délkeleti monszunok miatt. A fővárosban az átlagos legmagasabb és legalacsonyabb nyári hőmérséklet 29 °C és 20 °C. Az éves csapadékmennyiség fele a nyári időszakban hullik. A tavasz és az ősz átmeneti időszakát enyhe időjárás és enyhe légmozgás jellemzi. Az országot évente legalább egyszer trópusi ciklon sújtja.

### Környezetvédelem

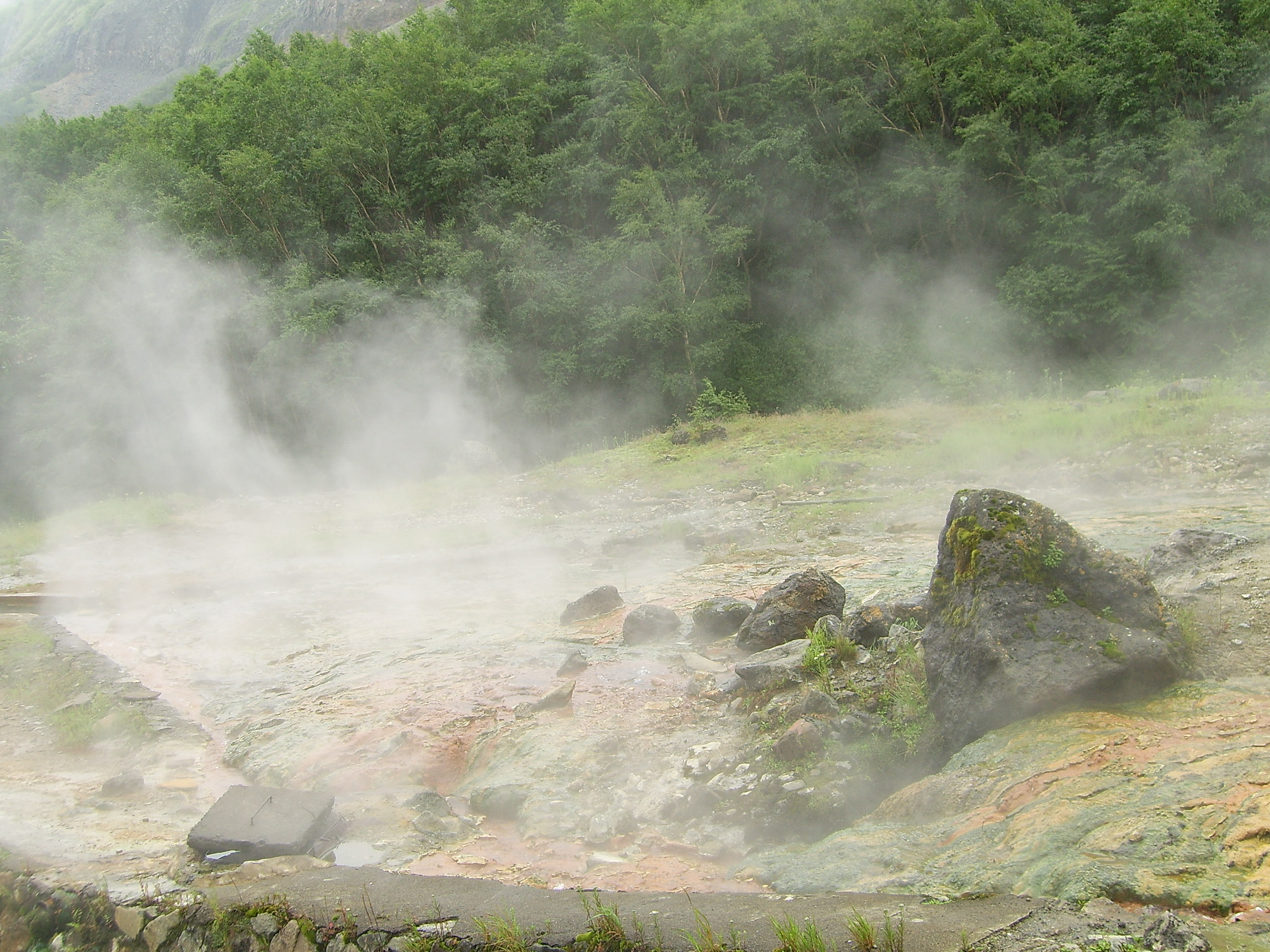
Melegvizű forrás az ország északnyugati részében

A Szovjetunióból és Kínából beszerzett, elavult technológiát használva az ország a koreai háború után elkötelezte magát az iparosítás mellett. Ez az iparosítás és városiasodás számottevően károsította Észak-Korea ökológiáját, ám ennek mértékéről az információhiány miatt nem tudunk. A hasonló gazdaságpolitikát követő Lengyelország, Csehszlovákia és Románia levegője, vize és termőföldje rendkívül szennyezett lett az 1990-es évek elejére.
A Legfelsőbb Népi Gyűlés által 1986-ban elfogadott környezetvédelmi törvény egyik kitétele felvetette, hogy Észak-Koreának komoly környezetszennyezési problémái lehetnek. Német kiadványok alapján Nampo, Hamhung és Cshongdzsin a szennyezés által legveszélyeztetettebb városok. A légszennyezés átlagos, mivel az ipar és a lakosság az elektromosságot részesítik előnyben a fosszilis tüzelőanyagokkal szemben. A kínaihoz képest a levegő szennyezésének elfogadható mértéke részben a gépjárművek és a benzinhasználat tiltásának következménye. Az országos vízszennyezés nagysága ismeretlen, azonban Phenjanban és környékén nem jelentős.

## Történelem

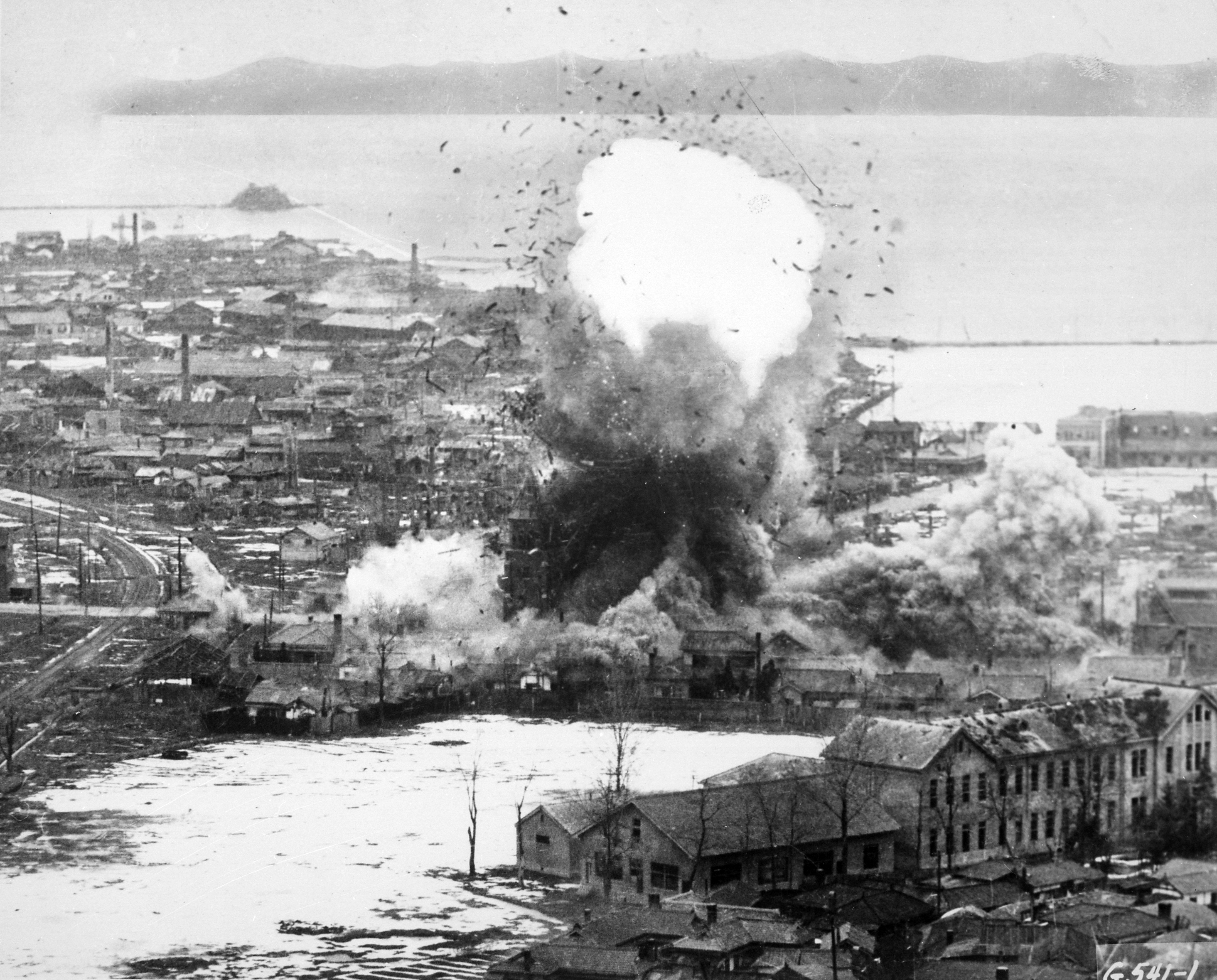
Amerikai bombatalálat éri Vonszan kikötővárost a koreai háborúban

Korea a második világháború végén felszabadult a japán megszállás alól. Az ENSZ határozata alapján Koreát a 38. északi szélességi fok mentén kettéosztották egy szovjet és egy amerikai megszállási zónára. 1945 augusztusában szovjet fennhatóságú ideiglenes kormányzatot hoztak létre Phenjanban, amely a szovjetbarát Koreai Népi Demokratikus Köztársaság 1948-as megalapításáig állt fenn. Észak-Korea vezetője Kim Ir Szen lett. A kettészakadt ország fő célja az újraegyesítés volt. Dél-Korea jelentős amerikai segítséget kapott, a félszigetre amerikai harci alakulatok érkeztek az ingatag dél-koreai kormány megsegítésére. Észak-Korea reménye, hogy egy délen lezajló kommunista hatalomátvétel után egyesül az ország, szertefoszlott. Az északi kormány 1949-ben kezdett fontolóra venni egy esetleges erőszakos egyesítést, de a Szovjetunió támogatását nem tudták megszerezni. Miután 1949 júniusában kivonták az amerikai csapatokat Dél-Koreából és októberben kikiáltották a Mao Ce-tung vezette Kínai Népköztársaságot, amely hajlandó volt segíteni Észak-Koreának, a Szovjetunió Sztálin vezetésével engedélyt adott dél megszállására. 1950. június 25-én Kim Ir Szen csapatai átlépték a határvonalat és Szöul felé vették az irányt: megkezdődött a koreai háború, a hidegháború első komolyabb konfliktusa. Az ENSZ lobogója alatt több ország, köztük az Egyesült Államok Dél-Korea megsegítésére sietett és hamar visszaverték az északiak támadását. Kína belépésével fokozatosan egyenlővé váltak az erőviszonyok, a frontvonal a határvonal mentén állandósult. 1953-ban Észak- és Dél-Korea fegyverszünetet kötött, a két Korea azonban technikailag 2007-ig háborúban állt egymással.
A háború után Dél-Korea hadserege fokozatosan fejlettebbé és jobban kiképzetté vált. A békeszerződést számos határmenti hadművelet és merénylet tette próbára. Észak-Korea többször, így 1968-ban, 1974-ben és 1983-ban is megkísérelte megölni az aktuális dél-koreai vezetőket.[forrás?]
Észak-Korea Kim Ir Szen („a Nagy Vezér”) vezetése alatt állt 1948-tól 1994. július 8-án bekövetkezett haláláig. Hatalmának első két évtizedében Észak-Korea gyorsan iparosodott, korábban iparilag fejlett országnak számított Ázsiában. Halála után fiát, Kim Dzsongilt nevezték ki a Koreai Munkapárt főtitkárának (1994. október 8.). 1998-ban a törvényhozó testület megerősítette őt a Nemzeti Védelmi Bizottság elnöki pozíciójában, valamint az „állam legfelsőbb személyének” nyilvánította őt. Az ország nemzetközi kapcsolatai jelentősen javultak, és ennek eredményeként 2000 júniusában megtartották az első Észak-Dél csúcstalálkozót. Az Egyesült Államokkal való kapcsolatát jelentősen megterheli, hogy az ország nemrégiben újraindította nukleáris programját.
Kim Dzsongil uralma alatt (az 1990-es évektől) az ország gazdasága jelentős hanyatlásnak indult, az élelmiszerhiány általánossá vált. A segélyszervezetek szerint több millió ember éhezik, emiatt számos észak-koreai lépte át illegálisan a kínai határt, hogy élelmet szerezzen.
Észak-Korea külügyminisztériuma 2013. március elején bejelentette, hogy az 1953-ban kötött fegyverszünet betartását magára nézve „nem tartja kötelezőnek”. Martin Nesirky, Pan Gimun szóvivőjének kijelentése szerint: „A fegyverszüneti megállapodás feltételei egyik fél számára sem teszik lehetővé, hogy attól egyoldalúan szabaddá tegyék magukat”. Március 30-án Észak-Korea bejelentette a hadiállapotot Dél-Korea ellen.

## Államszervezet és közigazgatás

### Alkotmány, államforma

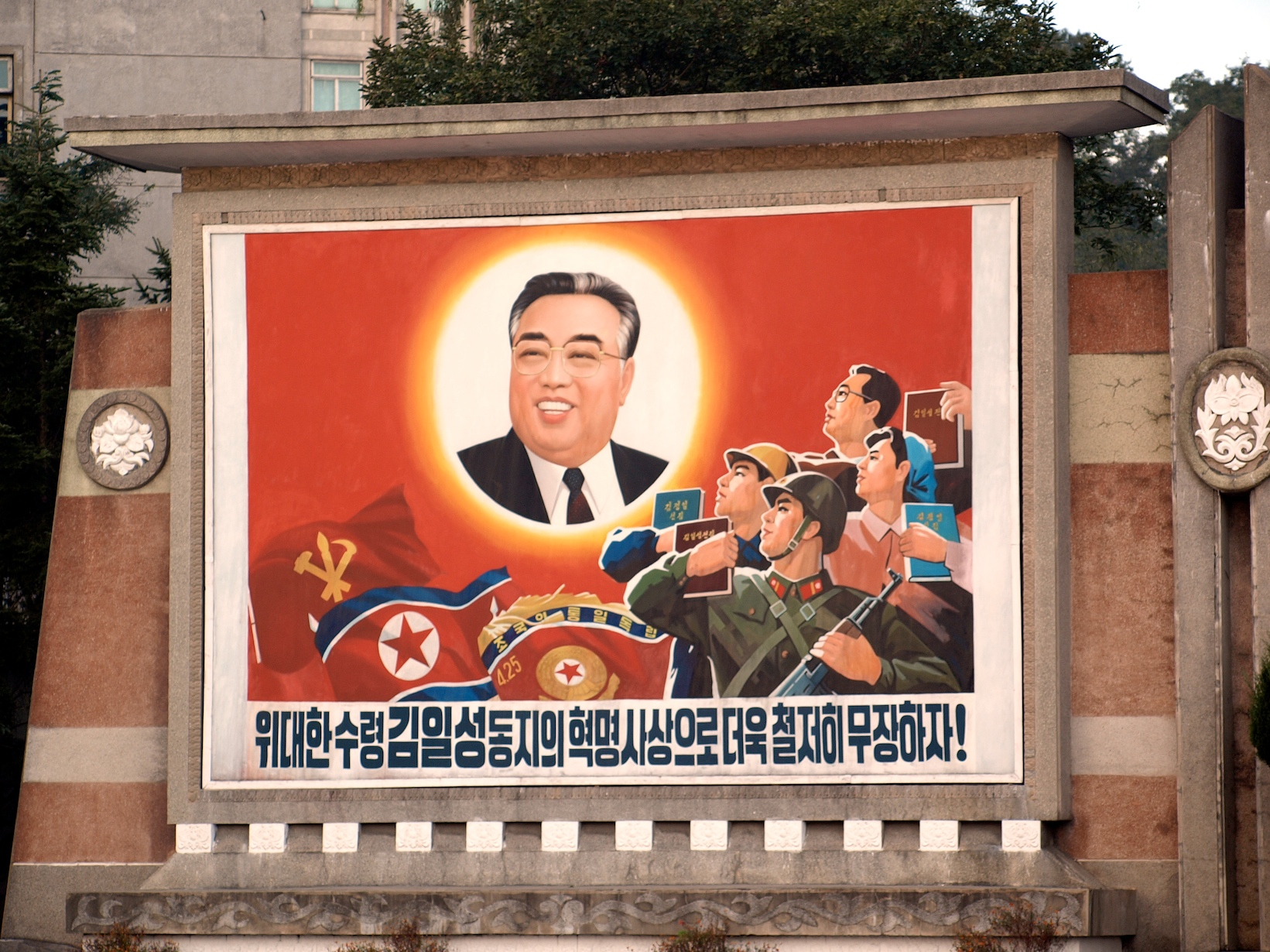
Propagandaplakát a keretben Kim Ir Szen fotójával

Észak-Korea alkotmánya szerint szocialista állam, ahol jelen van Kim Ir Szen, az államalapító, valamint fia és örököse, Kim Dzsongil személyi kultusza, illetve a Dzsucse és a Szongun, tehát az „önerőre támaszkodás” és a „katonaság az első” politika. Kim Ir Szen 1994-ben bekövetkezett halála után nem neveztek ki senkit utódjául, hanem a köztársaság örökös elnökének kiáltották ki. Az ország államformáját nem hivatalosan „szocialista örökletes monarchiának” lehet mondani, ahol a Kim-dinasztia uralkodik.
Észak-Korea megalakulása óta három alkotmánya volt. A jelenleg érvényben levőt 1998. szeptember 5-én fogadták el, az előzőket 1948-ban és 1972-ben. Az alkotmány szabályozza a kormányzat működését és a Koreai Munkapárt jogköreit a kormányzással kapcsolatban.

### Törvényhozás, végrehajtás, igazságszolgáltatás

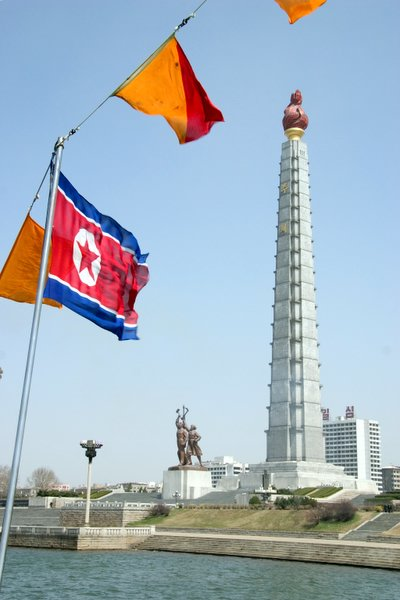
A Dzsucse-torony Phenjanban

Észak-Koreát hivatalosan 4 ember vezeti.
- Formálisan az Örökös Elnök (공화국의 영원한 주석; Eternal President) az állam vezetője, aki 1994-ben bekövetkezett halála óta Kim Ir Szen.
- A Legfelsőbb Vezető (위대한 령도자; Supreme Leader) 2011 decembere óta Kim Dzsongun (Kim Jong-un), aki nagyapjával nem egyenrangú, de azonos feladatkörű posztot tölt be. Egyben ő a Koreai Munkapárt és a Koreai Néphadsereg főmarsallja, és az Államügyi Bizottság elnöke.
- A miniszterelnök (총리; Premier) elsősorban a gazdaságpolitikáért felelős. 2013 áprilisában új miniszterelnököt neveztek ki Pak Pongdzsu (Pak Pong-ju) személyében, ő lett az ország 12. kormányfője.
- A Legfelsőbb Népi Gyűlés Prezídiumának Elnöke (최고인민회의 상임위원회 위원장; President of the Presidium of the Supreme People's Assembly), aki 1998 szeptembere óta Kim Jongnam (Kim Yong-nam).

2009-ben eltávolítottak minden kommunista ideológiára utaló elemet az ország alkotmányából, 2012-ben eltávolították a Kim Ir Szen térről Lenin arcképét, illetve Kim Dzsongun megszüntette a kommunizmust, és bevezette a „félkapitalizmust”.
A törvényhozás szerve a Legfelsőbb Népi Gyűlés, az ország egykamarás parlamentje. Tagjai a 687 választókörzet küldöttei, őket 5 évente választják meg. Minden küldött a Demokratikus Front a Szülőföld Egyesítéséért nevű pártkoalíciót képviseli, amelybe a Koreai Munkapárt is tartozik. Rendszerint csak évente párszor ülésezik, ekkor általában jóváhagyják az uralkodó párt döntéseit. Bár a Népi Gyűlés feladata a törvényhozás, gyakran átruházza ezt a hatalmat a kisebb, de erősebb elnökségre, amelyet a tagjai közül választanak. Az elnökség dönt akkor is, amikor a Gyűlésnek épp nincs ülésszaka.

### Politikai pártok és viszonyok
Észak-Korea pártállam. Az uralkodó párt a Demokratikus Front a Szülőföld Egyesítéséért, amely a Koreai Munkapárt és két kisebb politikai erő, a Koreai Szociáldemokrata Párt és a Cshondoista Cshongu Párt koalíciójából jött létre. Ezek a pártok nevezik ki a Legfelsőbb Népi Gyűlés összes képviselőjét.
Az Amnesty International kétszázezer politikai fogolyról számol be, akik koncentrációs táborokhoz hasonló körülmények közt élnek.

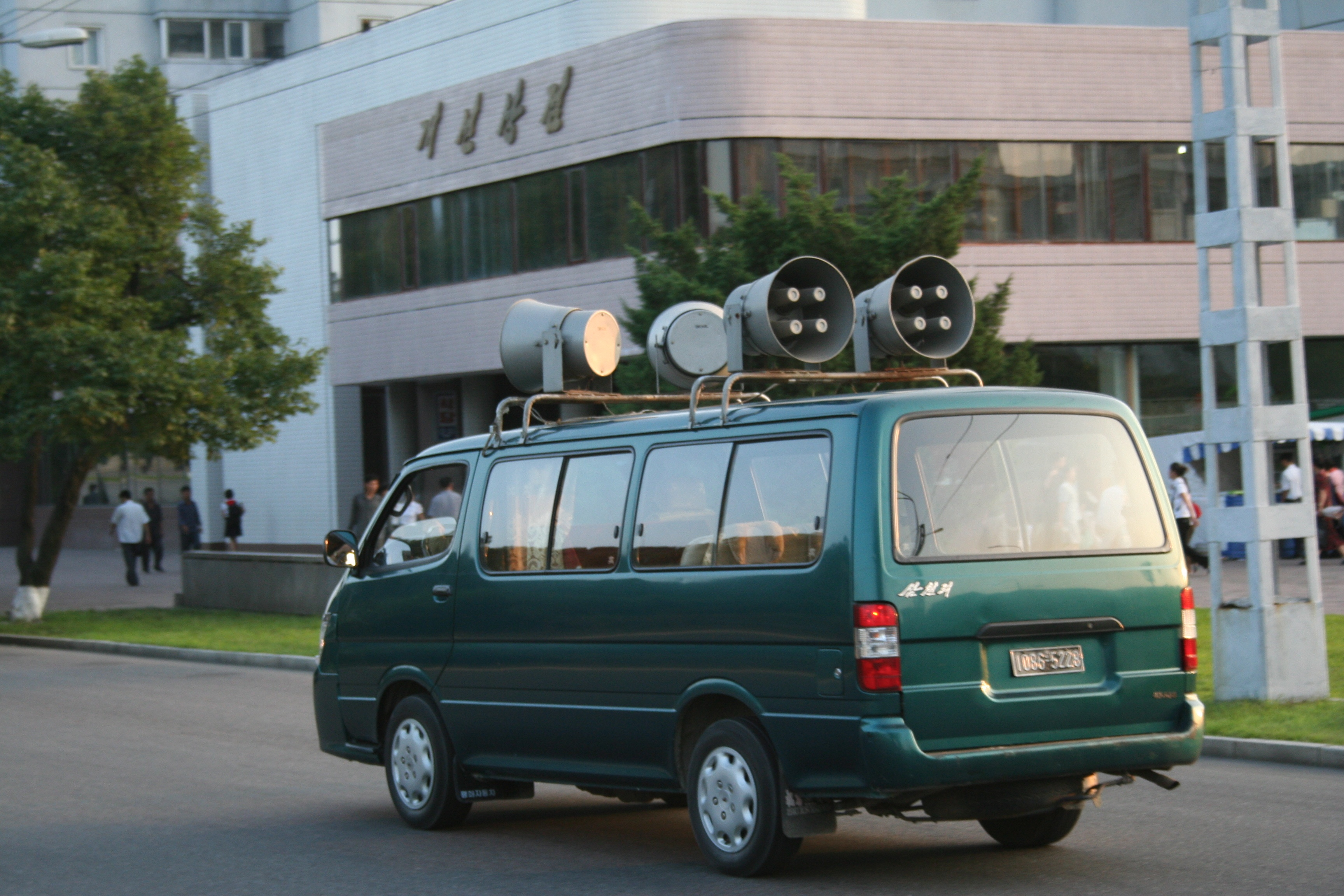
Politikai propagandahirdetés a fővárosban

### Közigazgatási beosztás
| Sz.                                       | Magyar név                              | Koreai név                     | Térkép |
| Közvetlenül irányított városok            | Közvetlenül irányított városok          | Közvetlenül irányított városok |        |
| ----------------------------------------- | --------------------------------------- | ------------------------------ | ------ |
| 1                                         | Phenjan (főváros)                       | 평양 직할시                    |        |
| Különleges közigazgatású régiók           |                                         |                                |        |
| 2                                         | Raszon                                  | 라선특별시                     |        |
| 3                                         | Keszong iparvidék                       | 개성 공업 지구                 |        |
| 4                                         | Gyémánt-hegység turistarégió            | 금강산 관광 지구               |        |
| 5                                         | Sinidzsu különleges közigazgatású régió | 신의주 특별 행정구             |        |
| Tartományok                               |                                         |                                |        |
| 6                                         | Csagang                                 | 자강도                         |        |
| 7                                         | Észak-Phjongan                          | 평안 북도                      |        |
| 8                                         | Dél-Phjongan                            | 평안 남도                      |        |
| 9                                         | Dél-Hvanghe                             | 황해 남도                      |        |
| 10                                        | Észak-Hvanghe                           | 황해 북도                      |        |
| 11                                        | Kangvon                                 | 강원도                         |        |
| 12                                        | Dél-Hamgjong                            | 함경 남도                      |        |
| 13                                        | Észak-Hamgjong                          | 함경 북도                      |        |
| 14                                        | Rjanggang                               | 량강도                         |        |
| * Dél-Koreában „Janggang” néven szerepel. |                                         |                                |        |

### Védelmi rendszer

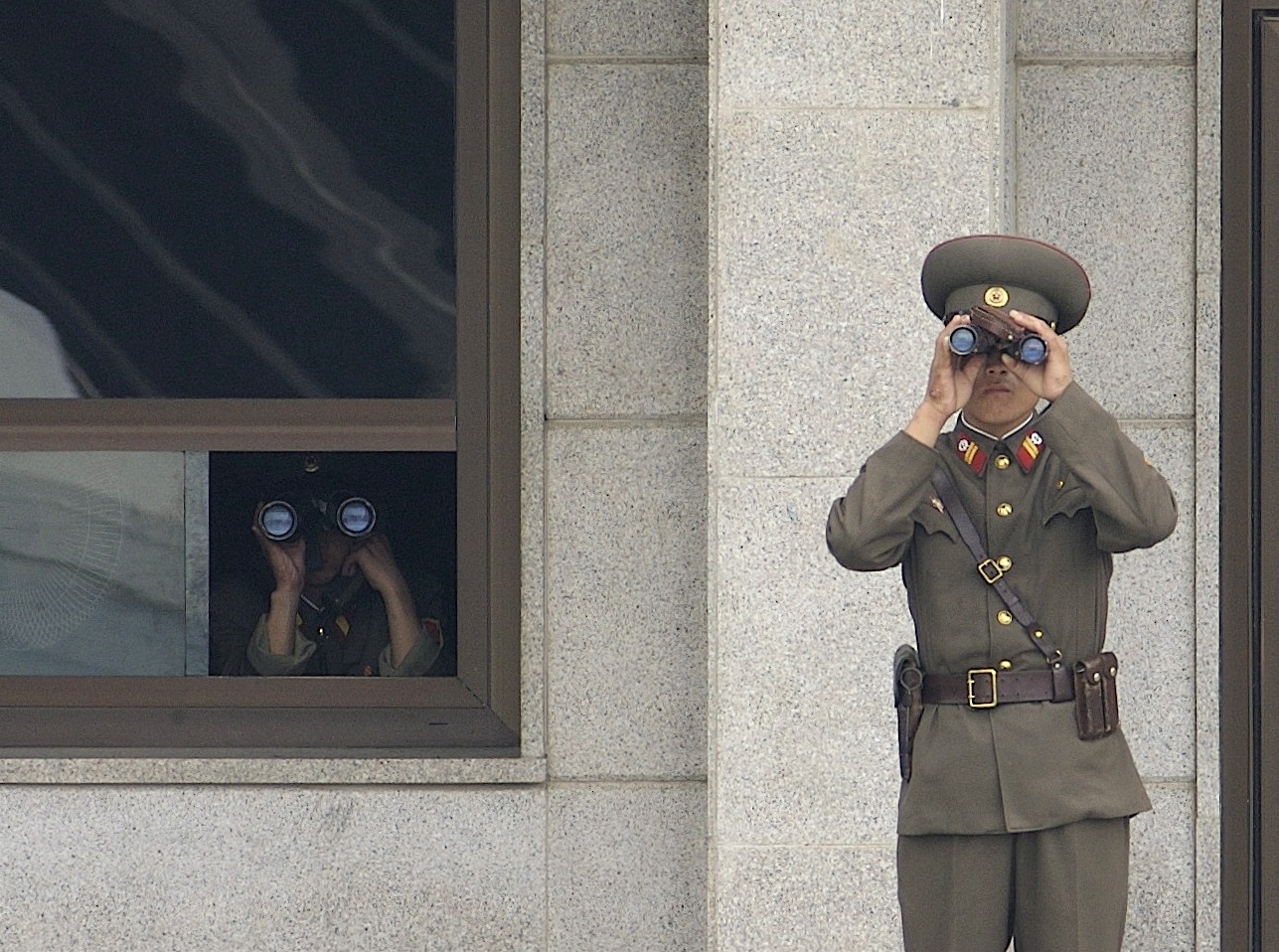
Észak-koreai katonák Dél-Koreát figyelik a demilitarizált övezetnél

Kim Dzsongun a hadsereg főparancsnoka és az Államügyi Bizottság elnöke. Az ország fegyveres erői a Koreai Néphadsereg nevet viselik. Négy részre oszlik: ezek a szárazföldi erők, a haditengerészet, a légierő és a rakétavezérlő ügynökség. Az Egyesült Államok Külügyminisztériuma szerint az észak-koreai haderő az ötödik legnagyobb a világon, a személyi állomány mérete meghaladja az 1,2 milliót. A 17–54 év közötti férfi lakosság 20%-a a hadsereg katonája.
Észak-Koreában a legmagasabb az egy főre jutó katonai személyzet száma: minden 25 lakosra jut egy katona. Az országé egyike a legnagyobb különleges erőknek, amelyeket háború idején az ellenséges vonalak mögötti szabotázsra képeztek ki. A Néphadsereg katonáinak nagy része a dél-koreai határon, az erősen védett demilitarizált övezet mentén állomásozik. A szárazföldi erőknek nagy számú felszerelései vannak, több mint 4000 harckocsi, 2500 páncélozott szállító harcjármű, 17 000 tüzérségi üteg és 11 000 légvédelmi ágyú áll rendelkezésére, a haditengerészetnek legalább 915 hajója van, a légierő repülőgépeinek száma meghaladja az 1700-at. A felszerelés második világháborús járművek és kézifegyverek, hidegháborús, valamint modernebb szovjet fegyverek keveréke.

#### Nukleáris programja
Észak-Korea éveken át dolgozott nukleáris programján. A programot élelmiszer- és fűtőolaj-segítség fejében többször is felfüggesztették, majd – jellemzően az egyezmények megszegésére, illetve amerikai és dél-koreai katonai fenyegetésre hivatkozva – újrakezdték.
Az ország első atombombáját 2006. október 9-én robbantotta fel. A bomba ereje jóval kisebb volt a tipikus, maghasadáson alapuló (urán- vagy plutóniumalapú) bombákénál, feltehetőleg a bomba „befulladt” (a hasadóanyagot nem sikerült elég hosszú ideig egyben tartani ahhoz, hogy kellő mennyiségben részt vegyen a maghasadásban).
2009. május 25-én Észak-Korea sikeresen végrehajtotta második kísérleti, föld alatti atomrobbantását. Az ügy miatt még aznap rendkívüli ülést tartott az ENSZ Biztonsági Tanácsa. A KCNA hivatalos phenjani hírügynökség szerint a kísérleti atomrobbantás az észak-koreai nukleáris elrettentő erő erősítését célzó lépések részét képezi, ami az ország védelmét szolgálja.
A harmadik föld alatti kísérleti atomrobbantás 2013. február 12-én történt a Pungje-ri kísérleti telepen (Észak-Hamgjong tartomány, Kildzsu megye). A robbanás ereje 6-9 kilotonna TNT-nek felelt meg, és kb. 5,1-es magnitúdójú (MMS) földrengést okozott. A KCNA észak-koreai hírügynökség jelentése szerint a „kísérlethez egy miniatürizált nukleáris eszközt” használtak. (A Hirosimára, illetve Nagaszakira 1945-ben ledobott atombombák 16, illetve 21 kilotonnásak voltak.)
Mivel az atombombák célba juttatásához repülő eszközökre is szükség van, Észak-Korea intenzíven fejleszti nagy hatótávolságú ballisztikus rakétatechnológiáját is. A kísérletek hivatalosan egy műholdfellövési program (Kvangmjongszong) keretében zajlanak. Az első sikeres műhold (Kvangmjongszong-3 II. egység) fellövése 2012. december 11-én történt, egy háromlépcsős Unha-3 hordozórakéta segítségével a Szohe rakétakilövő telepről.
2016. január 6-án helyi idő szerint délelőtt 10 órakor (magyar idő szerint hajnali fél 3-kor) hidrogénbombát tesztelt Észak-Korea, a Koreai Központi Hírügynökség jelentése szerint sikerrel, ugyanakkor szakértők szerint valójában nem hidrogén, hanem fúzióval megerősített atombombát robbanthattak, ráadásul a nukleárisfegyver-teszt nem sikerült. A robbanás méretéről árulkodik, hogy még a magyarországi Szeizmológiai Obszervatóriumban is mérni tudták.
2016. szeptember 9-én ismét atomfegyvert tesztelt, immáron ötödik alkalommal.
2018. április 21-én a két Korea első embereinek találkozóján az ország vezetője , Kim Dzsongun megígérte a nukleáris fegyverkezési program felfüggesztését.

## Demográfia

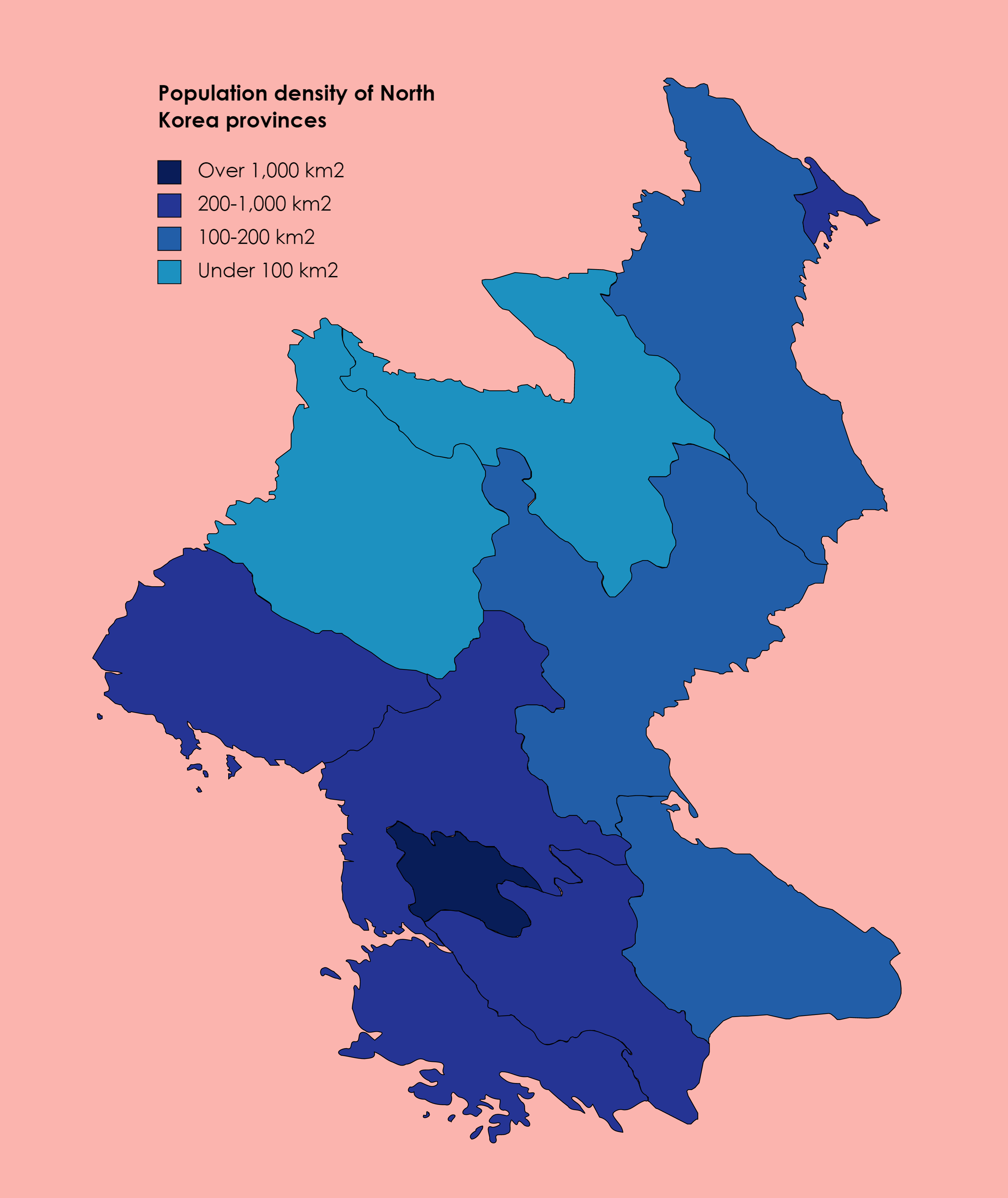
Észak-Korea népsűrűsége 2008-ban

| Népességi mutatók  | Népességi mutatók             | Népességi mutatók |
| ------------------ | ----------------------------- | ----------------- |
| Népesség           | 25 115 311 fő                 | (2016)            |
| Népességnövekedés  | 0,53%                         | (2016)            |
| Várható élettartam | férfiak: 66,6 év nők: 74,5 év | (2016)            |
| Írástudatlanság    | 0%                            | (2016)            |
| Férfiak/nők aránya | 0,94                          | (2016)            |

### Népességváltozás

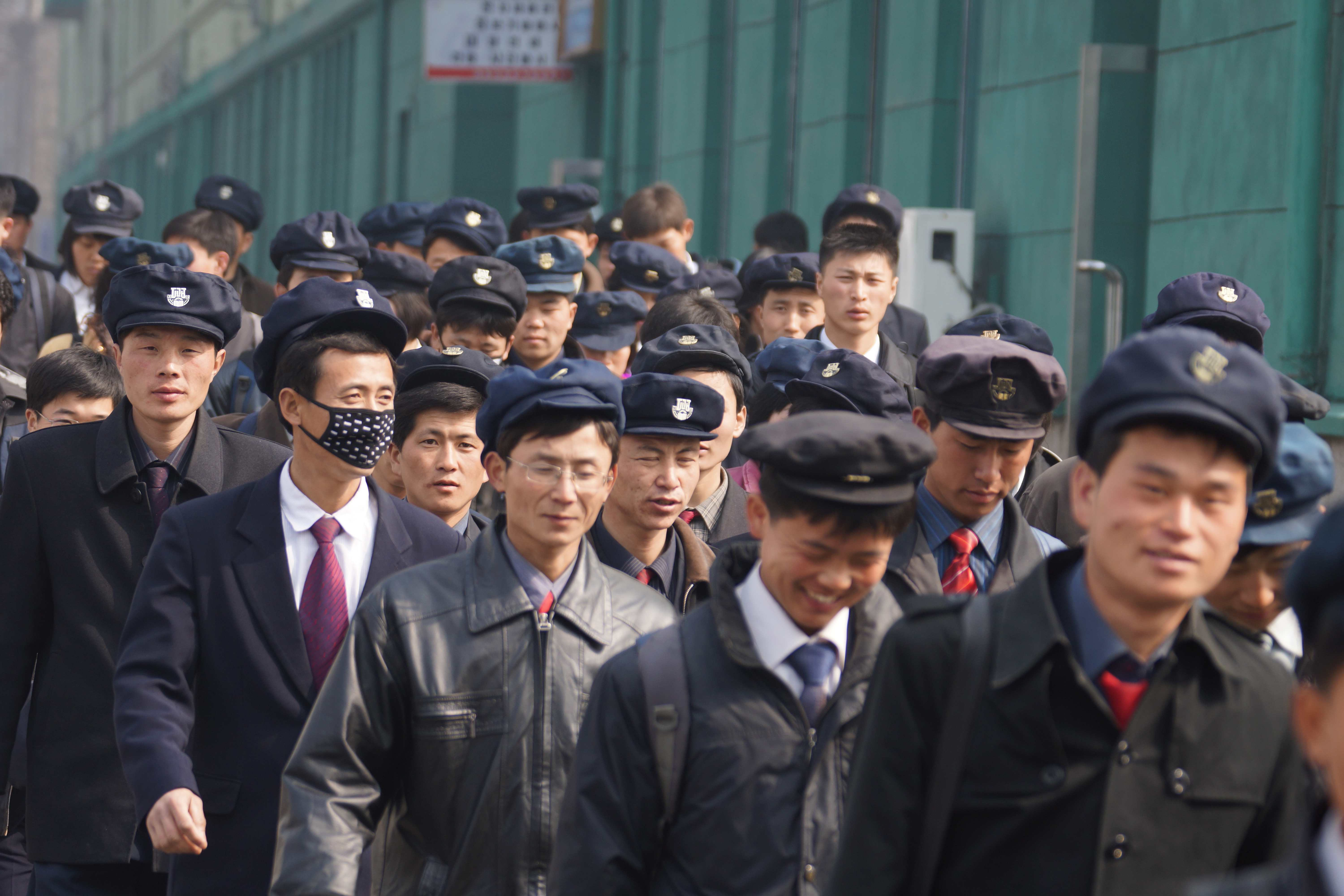
Észak-koreai emberek Kim Ir Szen születésének centenáriumi ünnepségén (2012)

| Lakosok száma | 11 424 179 | 12 864 685 | 15 214 618 | 16 953 627 | 18 488 002 | 20 510 215 | 22 240 833 | 23 449 180 | 24 371 865 | 26 418 204 |
|               | 1960       | 1966       | 1972       | 1978       | 1984       | 1991       | 1997       | 2003       | 2009       | 2023       |

### Legnépesebb települések
- Phenjan (평양), 3 171 800 fő
- Hamhung (함흥시, 咸興市), 821 200 fő
- Cshongdzsin (청진시, 淸津市), 674 000 fő
- Nampho (남포 특별시), 655 100 fő

### Etnikai, nyelvi, vallási megoszlás
A Koreai-félszigetet először a tunguzok népesítették be (akárcsak Mandzsúriát), akik Ázsia északnyugati részéből érkeztek erre a területre, a koreaiak és a mandzsúriaiak még ma is mutatnak hasonlóságokat.
Észak-Korea buddhista és konfucianista vallási örökséggel rendelkezik, de kimutatható a kereszténység és a cshondoizmus hatása is. Az ország hivatalosan ateista, és bár a 2010-ben módosított alkotmány 68. paragrafusa szerint hivatalosan továbbra is vallásszabadság van, ugyanezen paragrafus szerint senki nem használhatja a vallást idegen hatalom céljaira vagy az állam, illetve a társadalmi rend kárára. Az Egyesült Államok Külügyminisztériuma Észak-Koreát a világ vallásszabadság szempontjából különösen aggasztó helyzetű 8 országa közé sorolja. A Nemzetközi Vallásszabadság Bizottság 2013-as jelentése szerint a kormány szorosan ellenőriz minden vallási tevékenységet, és a Kim családot dicsőítő, vallásos jellegű szélsőséges személyi kultuszt tart fenn; minden más vallást a dzsucse ideológia vetélytársának tekintenek. A nem engedélyezett vallási tevékenységet tiltják, az engedélyezettet szoros felügyelet alatt tartják.
1988-ban az állam országos szervezeteket hozott létre a buddhisták, a cshondoisták, a protestánsok és a katolikusok számára, ezek azonban csak a nemzetközi nyomás enyhítését célozzák. A buddhista szentélyeket a kulturális örökség részeként tartják fenn, vallási tevékenység nélkül; bizonyos buddhista szertartások engedélyezettek. Phenjanban az 1990-es évek óta egy katolikus, két protestáns és egy orosz ortodox templom épült, de ezek szoros felügyelet alatt vannak, és lényegében a külföldi vallásos segélyszervezetek és látogatók felé szolgálnak kirakatként, valamint utóbbi az országban élő orosz közösséget szolgálja. Az országban katolikus papság nincsen jelen. A titkos protestáns vallási életben, illetve a jövendőmondásban részt vevőkre bebörtönzés, kínzás és kivégzés vár. Ezreket tartanak fogva hitükért büntető kényszermunkatáborokban. Az állam tart a vallásosság Kínából való beszivárgásától, ezért az onnan visszatelepülőket részletesen kivallatják, a rendőrség és a nemzetbiztonság emberei beépülnek kínai protestáns közösségekbe, sőt ál-összejöveteleket is szerveznek, hogy lebuktassák a hívőket. A nyílt elnyomás ellenére növekszik az illegális vallási tevékenység.
A koreaiak származásukat és nyelvüket tekintve egységesek. Habár Észak-Koreában nincsenek bennszülött kisebbségek, az országban él egy kis kínai közösség (kb. 50 000 fő).

### Oktatási rendszer
Észak-Koreában az oktatásügy az állam szigorú ellenőrzése alatt áll. Az oktatás ingyenes, 4 és 15 év között kötelező. Az iskolarendszer 4 fokozatból áll: 2 éves óvodából (amelyből csak a második év kötelező), 4 éves általános iskolából (népiskola), 6 éves középiskolából és a már nem kötelező felsőfokú oktatásból, egyetemekből és főiskolákból. Az ország több mint 300 felsőfokú intézményét csaknem 1,9 millió hallgató látogatta.
Az írástudók aránya 15 év felett 99%, hasonlóan a legtöbb fejlett és fejlődő országhoz. 2000-ben nyilvánosságra hozott észak-koreai adatok szerint több mint 2,2 millió gyerek járt óvodába, 1,6 millió általános iskolába és 2,1 millió középiskolába.
2007-ben Észak-Korea megkezdte oktatási rendszerének reformját. Nagyobb hangsúlyt fektetnek az idegen nyelvek oktatására és a számítógépekkel való munkára, előnyben fogják részesíteni a kreativitást a memorizálással szemben.

### Egészségügy
Észak-Koreában 2016-ban a várható élettartam 70,4 év volt. Míg Észak-Korea alacsony jövedelmű országnak minősül, a halálozási okok szerkezete eltér a többi alacsony jövedelmű országétól, közelebb található a világátlaghoz. A nem fertőző betegségek – például a szív- és érrendszeri, illetve a rákos megbetegedések – a teljes halálesetek kétharmadát teszik ki.
Egy 2013-as tanulmány szerint a fertőző betegségek és az alultápláltság felelős az észak-koreai halálesetek 29%-áért. Ez a szám magasabb, mint a magas jövedelmű országokban és Dél-Koreában, azonban fele az egyéb alacsony jövedelmű országokban tapasztalható 57%-os értéknek.
A kardiovaszkuláris betegségek okozzák a legtöbb halálozást az országban. A nem fertőző betegségekkel kapcsolatos kockázati tényezők magukban foglalják a városiasodott, az idősödő társadalmat, a dohányzás és az alkoholfogyasztás magas arányát a férfiak körében.
Az országban egyetemes, ingyenes biztosítási rendszer működik. Az orvosi ellátás minősége jelentősen változik régiónként, a legtöbb esetben alacsony. Gyakori a súlyos felszerelés-, gyógyszer- és érzéstelenítőhiány. A WHO szerint az egy főre eső egészségügyi kiadás mértéke az egyik legalacsonyabb a világon. A betegségek megelőzésének módja a sport és a testmozgás népszerűsítése és az országos, havi orvosi ellenőrzések. A fertőző betegségek terjedésének megelőzése érdekében a nyilvános helyeket is rendszeresen tisztítják. Minden személy rendelkezik egy egészségügyi kártyával, amely az adott ember teljes orvosi történetét tartalmazza.

## Gazdaság

### Általános adatok
Az ország gazdasága az iparra összpontosít, ami központilag irányított, merev autarkikus tervgazdaság. Kuba mellett Észak-Koreáé a két teljesen központosított, állami tulajdonú gazdaság egyike.
A zárt gazdálkodási forma azt jelenti, hogy gyakorlatilag nincs kapcsolat a külvilággal, ezzel a gazdaság jelentős növekedési potenciáltól esik el. A lakosság fele mélyszegénységben él. Néhány feltételezés szerint az észak-koreai gazdaság a stratégiai elhelyezkedés, az olcsó, fiatal és jól képzett munkaerőnek köszönhetően akár évente 6–7%-kal is bővülhetne a megfelelő intézkedések és reformok mellett.

Az 1960-as és 1970-es években az ország gazdasága jelentős mértékben fejlődött, az 1970-es évekig néhány elemző szerint erősebb és fejlettebb volt, mint a szomszédos Dél-Koreáé. A kormány kezében lévő ipar termeli az ország iparcikkeinek döntő többségét. Amióta Kim Dzsongil bevezette a hadsereget előnyben részesítő politikáját, a szongunt, az ország az ipari termelésben a nehéz hadiiparra és annak termékeire összpontosít. A vezetők ezzel a politikával kívánták életben tartani a gazdaságot az éhínségek és a mezőgazdaság katasztrofális helyzete ellenére, ám az ország évente mindössze 1-2%-os növekedést tud produkálni. Az észak-koreai gazdaságról szóló adatok azonban csak durva becslések, mivel az ország nem ad ki semmilyen hivatalos információt és a vezetés titkolózása nehézzé teszi az értékelést. A nemzetközileg elfogadott adatok szerint Észak-Korea évente 5 milliárd dollárt költ a világ negyedik legnagyobb haderejének fenntartására 20,9 milliárd dolláros bruttó hazai termékéből, miközben Dél-Korea 852,74 milliárd dolláros bruttó hazai termékéből 15,47 milliárd dollárt költ a védelmi erőkre. 2002-ben néhány gazdasági reform (mint a szongun) miatt megnőtt az infláció és vele együtt az alapvető élelmiszerek és ipari termékek ára.

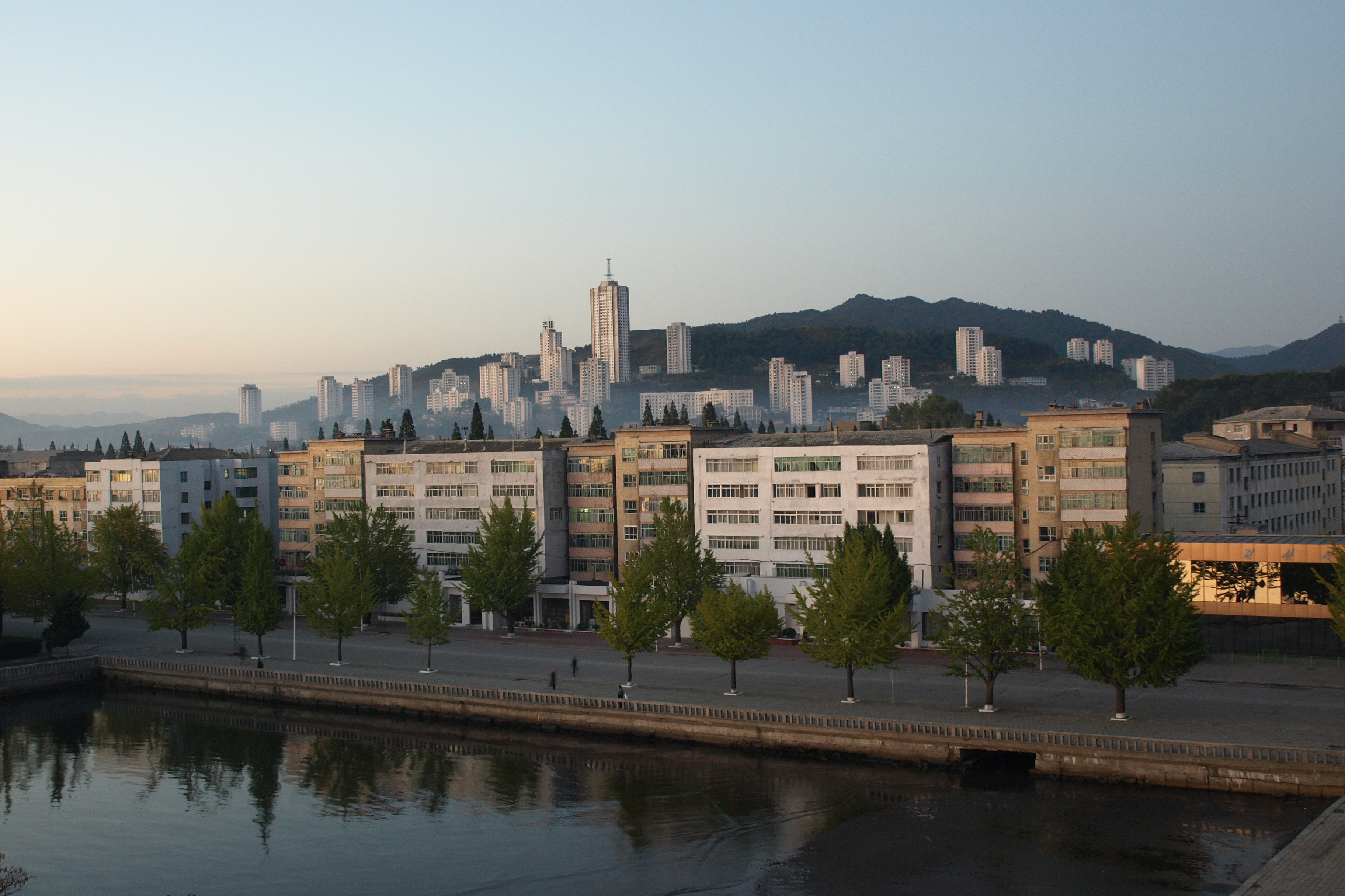
Vonszan jelentős kikötőváros és katonai támaszpont az ország délkeleti részén

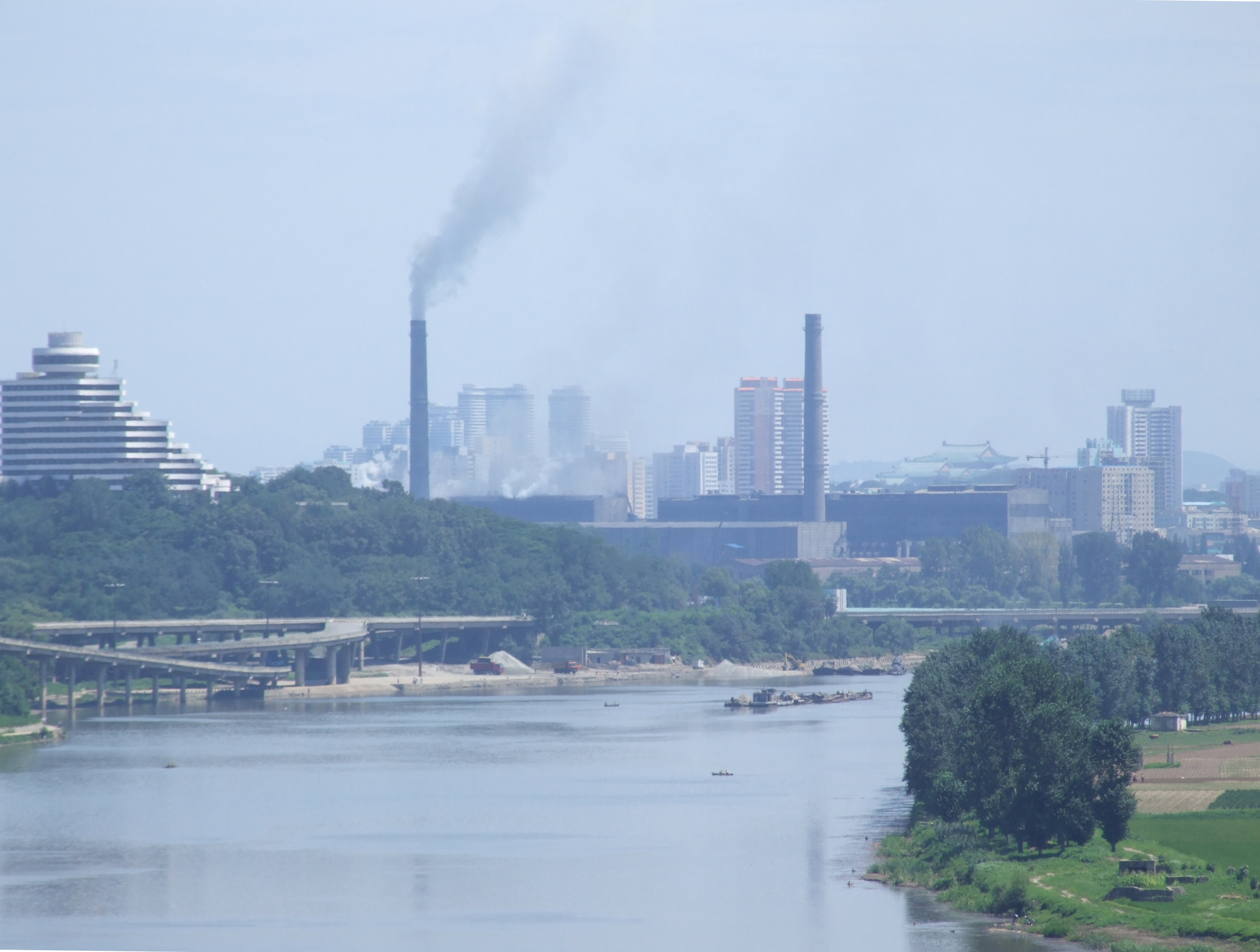
Hőerőmű a főváros szélén

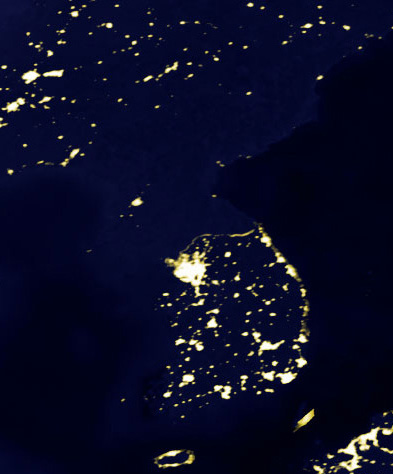
A Koreai-félsziget és környezete egy éjszakai műholdfelvételen. Észak-Korea közvilágítása a szomszédaihoz képest megdöbbentően fejletlen

Az 1990-es években Észak-Korea számos természeti katasztrófa, gazdasági bizonytalanság, rengeteg éhínség és a keleti blokk (amelybe az ország tartozott a hidegháború alatt) felbomlásának szemtanúja lehetett. Ezek mind közrejátszottak abban, hogy a gabonafélék rendkívüli hiánya lépett fel, ami Észak-Koreában 1990 és 2000 között csaknem 2 millió embert ölt meg. 1999-ben a nemzetközi segélyek csökkentették ezeknek a haláleseteknek a számát, de a nélkülözés miatti halálozási ráta még a mai napig igen magas, sőt mindennapos. Észak-Korea pedig tovább folytatta nukleáris programját, ami az élelmiszer- és ipari segélyek szállításának megszakítását eredményezte. 2005 tavaszán a Világélelmezési Program jelentése szerint újra élelmiszerhiány állhatott fel a szocialista államban. Ennek megakadályozására az ország vezetése több millió városlakót küldött rizsfarmokra a betakarítási és termesztési munkák megsegítésére. 2005-ben a Kína által élelmiszersegélyekre felajánlott 577 000 tonna élelmiszer 92%-a Észak-Koreába érkezett, ami az országba küldött segély 59%-át tette ki. Dél-Korea volt a második legtöbbet adományozó állam 2005-ben, a segélyek 36%-ával. Ezek ellenére az észak-koreai lakosság 22%-a alultáplált és a jelenlegi adatok szerint az éhínség tovább folytatódik. Meg nem erősített információk szerint a segélyeket a korrupt tisztek és párttagok a maguk részére sajátítják ki.

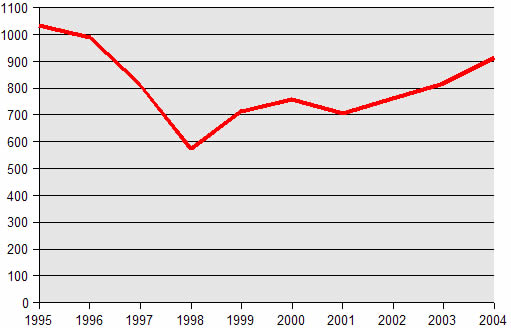
Az ország egy főre jutó bruttó hazai termelése az 1995–2004-es időszakban (amerikai dollár)

2006-ban az Amnesty International jelentése szerint az észak-koreai kormány, az UNICEF és a Világélelmezési Program által végzett felmérés kimutatta, hogy az észak-koreai gyerekek 7%-a súlyosan alultáplált, 34%-a kórosan alultáplált és 23%-a rendkívül sovány. Ez különösen igaz a vidéken élő gyermekekre. Rendszeres és kielégítő táplálékhoz főleg a fővárosban élő pártfunkcionáriusok és a párthoz kötődő személyek gyerekei és családtagjai jutnak. Miközben a szűk politikai elit életszínvonala magas, a falvakban a nyomor leírhatatlan, az éhínség miatt a szülők sokszor egyszerűen kidobják a gyermekeiket. Lelencek, árvák és fiatal felnőttek szinte hatalmas tömegei kóvályognak országszerte fedél nélkül. Többségük lopásból próbálja fenntartani magát, de így is sokan közülük idővel belepusztulnak az éhezésbe és a betegségekbe.
Észak-Korea ma is kap élelmiszersegélyeket Kínától, Dél-Koreától és az Amerikai Egyesült Államoktól a nukleáris programjának beszüntetéséért cserébe. 2005 júniusában az Egyesült Államok bejelentette, hogy 50 000 tonna élelmiszert küld Észak-Koreába, miközben 2004-ben 50 000, 2003-ban pedig 100 000 tonna segélyt nyújtott. 2005. szeptember 19-én Észak-Koreának élelmiszer-küldeményt ígért Dél-Korea, az Egyesült Államok, Japán, Oroszország és Kína kormánya, szintén a nukleáris program leállítása ellenében. Kína a jelentős élelmiszersegélyek mellett kőolajat is exportál Észak-Koreába, a világpiacinál jóval alacsonyabb áron. Ez az országba érkező összes kőolaj szállítmány 80-90%-át teszi ki.
Az élelmek elkobzása (padlássöprés) és a szárazságok miatt súlyos az éhezés Észak-Koreában. Az éhínség következtében felütötte a fejét a kannibalizmus az országban, főleg a fejletlenebb vidéken. Például egy éhező férfi elkeseredésében megölte és megette két gyermekét, a férfit 2012 májusában kivégezték. Szintén ez évben és hónapban végeztek ki egy férfit, aki saját munkatársát ölte meg és ette meg, majd a maradványait birkahúsként próbálta értékesíteni.
2002 júliusában Észak-Korea kapitalista gazdasági formával kezdett el kísérletezni a Keszong Iparvidéken. Azóta már néhány más különleges közigazgatású régiót is kialakítottak, mint például Sinidzsunál, a kínai határvonal mentén. A rendelkezésre álló adatok szerint Phenjanban a mobiltelefonok száma a 2002-es 3000-ről 2004-re 20 000-re nőtt, bár 2004 júniusában a mobiltelefonok használatát a kormány ismét betiltotta. Néhány, a legfelsőbb észak-koreai vezetés szerint „kapitalista elem” az országban a különleges zónákon kívülre is elterjedt (például hirdetőtáblák találhatók számos autópálya mentén). Az országba látogatók keszoni és phenjani szabadtéri piacokról is beszámoltak, ahol a gazdák szabadon árusíthatják termékeiket. Az állam által készíttetett propagandafilmeken gyakran mutatnak nagy mennyiségű árukészlettel feltöltött boltokat, ahol külföldi árut is lehet kapni, illetve vidámparkokat és mintagazdaságokat. A titokban, titkosügynökök által készített felvételekből és disszidensek jelentéseiből azonban kiderül, hogy ezek a boltok és gazdaságok egyáltalán nem üzemelnek, mert a termékeket nem lehet megvásárolni. Valójában látványközpontok, kirakatként funkcionálnak a belső és külső közvélemény megtévesztésére. A korábban, vagy az újonnan létesült szórakozóhelyeket, szabadidőközpontokat (mint például sípályákat) a pártvezetés, a katonai vezetők és a pártkáderek használják.
A dél-koreai Egyesítési Minisztérium alapján Észak-Korea bruttó hazai termelése 1999-ben 6,2%-kal, 2001-ben már csak 1,3%-kal, 2002-ben 3,2%-kal, 2003-ban 1,2%-kal és 2004-ben 1,8%-kal nőtt.
2013-ban Észak-Korea bejelentette, hogy okostelefont gyárt Arirang néven. Szakértők szerint a telefont valószínűleg Kínában gyártják, Észak-Koreában csak felcímkézik.
2015-ben az 1968-as magyarországihoz hasonló óvatos piaci reformokat vezettek be, amely enyhítette az állami vállalatok kontrollját és nagyobb mozgásteret engedett a irányítóik önálló döntéshozatalában. Legálissá vált a "háztáji", azaz az egyéni gazdálkodók beszolgáltatott mennyiségen felüli termés felhalmozása. A gazdasági reformok ugyanakkor nem vonzottak be jelentős külföldi működőtőkét és beruházói szándékokat.
Az országnak jelentős szén-, vasérc-, magnezit-, arany-, cink-, rézérc, mészkő-, grafit-, volfrám- és ritkaföldfém-nyersanyagforrásai vannak. Kína után a második legnagyobb magnezittartalékkal rendelkezik, volfrámból pedig a világon hatodik helyen áll. A ritkaföldfémekre óriási szükségük van a modern elektronikai eszközök gyártóinak, az űriparnak, a nukleáris technológiáknak és nem utolsósorban a hadiiparnak is.
A politikai berendezkedése és atomfegyver programja miatt ENSZ-szankciók, embargók és nemzetközi kereskedelmi blokádok sújtják az országot. A saját valutájának csekély a tőzsdepiaci értéke. Hitelt egyik banktól sem kaphat. Ahhoz, hogy a tartós államháztartási hiány ellensúlyozására amerikai dollárhoz jusson és a csekély fejlődéshez, továbbá a helyi elit életszínvonalának fenntartásához importképes maradjon, az elmúlt években bevételi forrást jelentő tényezővé növekedett a feketemunka, a feketegazdaság, a kiberbűnözés és a szervezett bűnözés aránya. Az államcsőd elkerülése érdekében a keményvonalas vezetés következetesen huny szemet többek között a rendszerszintű pénzhamisítás, a fegyver- és drogcsempészet, továbbá az emberkereskedelem felett.

### Gazdasági ágazatok

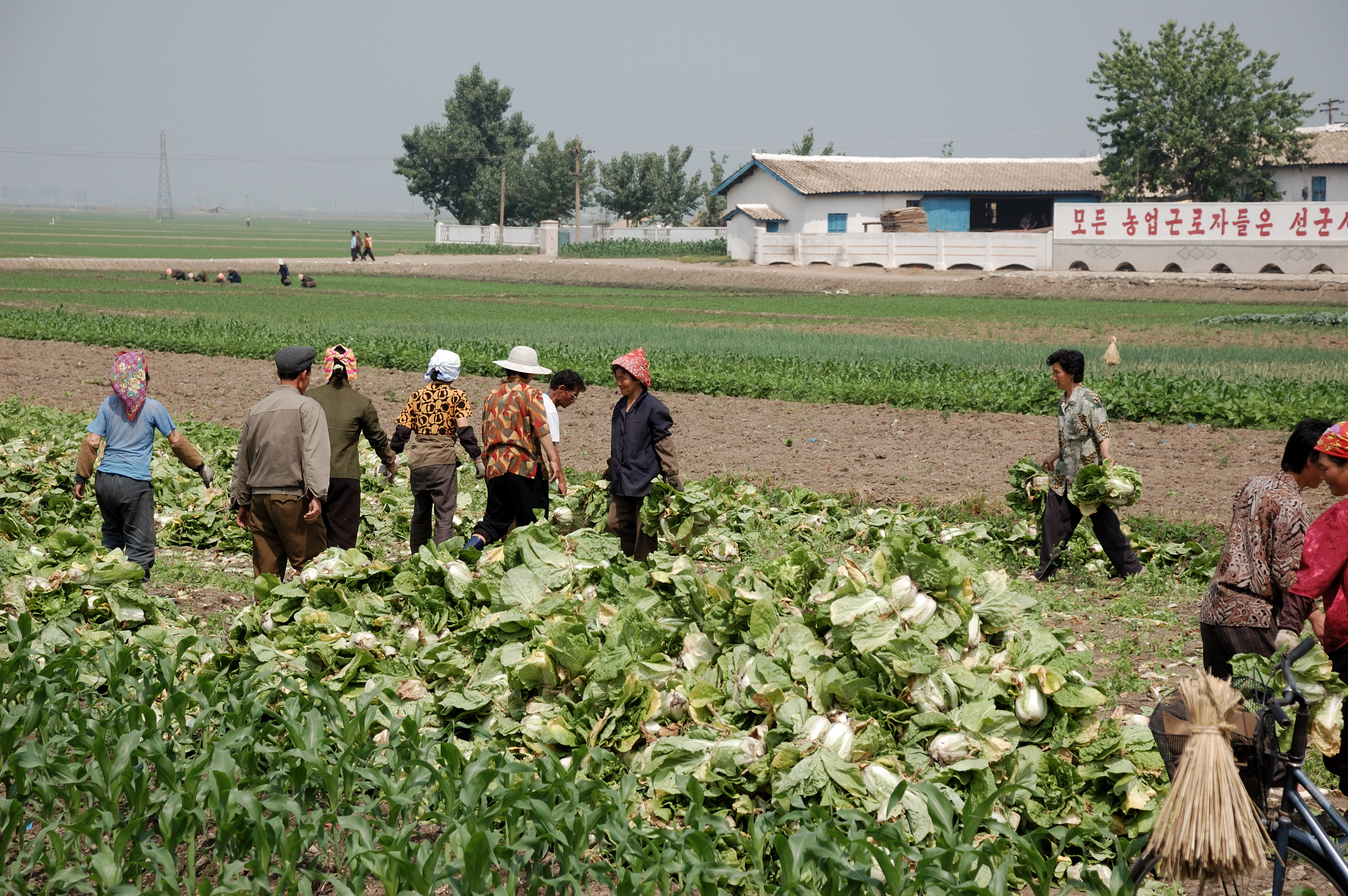
Munkások a földeken

Az észak-koreai gazdaság meghatározó ágazata az ipar 43,1%-kal, ezt követik 33,6%-kal a szolgáltatások és 23,6%-kal a mezőgazdaság. Az ipar főként a harci eszközök gyártásán alapszik, de fontos a gépgyártás, a textilipar, a bányászat, a fémkohászat, a vegyipari termékek előállítása, az élelmiszer-feldolgozás és a turizmus is.

#### Mezőgazdaság
- Legfontosabb termesztett növények: rizs, kukorica, burgonya, kölesfélék, árpa, búza, szójabab, dohány
- Legfontosabb tenyésztett állatok: sertés, szarvasmarha, juh, kecske, selyemhernyó

A koreai háború után romokban heverő mezőgazdaság fellendítése rendkívül nehéz feladat volt. Az ország csekély természeti forrásai korlátozták a mezőgazdasági növekedést. Az éghajlat, a terepviszonyok, a termőföld minősége nem megfelelő a gazdálkodásos életmódhoz. Az összterület mindössze 18%-a, azaz 22 000 négyzetkilométer művelhető, mivel az ország nagy része egyenetlen, hegyes vidék. A csapadékmennyiség régiónként és évszakonként szabálytalanul váltakozik. Észak-Korea nagy részében az éves csapadék fele a három nyári hónapban hullik. Az időjárás nagyban függ a tengerszint feletti magasságtól is. A 400 méter felett fekvő területek a kevés csapadék és a terméketlen talaj miatt a legeltetésen kívül alkalmatlanok bármilyen mezőgazdasági kihasználásra. Az előbb felsorolt tényezők kedveznek a rizstermesztésnek a melegebb, öntöző- és árvízvédelmi rendszerekkel felszerelt területeken. Ahol azonban ezek hiányoznak, ott a gazdálkodók kénytelenek az országban közkedvelt rizst egyéb gabonafélékkel és más növényekkel helyettesíteni.
A gazdálkodás a három nyugati tengerparti tartományban összpontosul, ahol hosszabb a tenyészidő, a terület kedvező magassága, a csapadék egyenletes eloszlása és a jó minőségű termőtalaj kedvezően hat a mezőgazdaságra. A keleti parton szintén egy hasonlóan alkalmas, keskeny öv fut végig a három keleti régióban. A belső tartományok azonban túl hegyesek, hidegek és szárazak a gazdálkodáshoz. Ezek a hegyek tartalmazzák Észak-Korea fakészleteinek nagy részét, a csúcsok lábánál pedig haszonállatok legeltetése és gyümölcstermesztés folyik.
Mivel a dzsucse, az állam hivatalos ideológiája az önellátáson alapul, az ország mezőgazdaságának a teljes lakosságot el kellene látnia. A kormány egyik célja a városi és a vidéki rétegek közti különbségek csökkentése, ami a mezőgazdaság folyamatos fejlesztését igényli. Az ország stabilitása egy folyamatos ütemben növekedő mezőgazdasági termeléstől és egy jól átgondolt árszabályozási rendszertől függ.
Az észak-koreai mezőgazdasággal legátfogóbban foglalkozó mű Kim Ir Szen Szocialista Agrárkérdés Országunkban című könyve, amelyben az író a kormány lehetőségeit feszegeti a mezőgazdaság terén. Kim alkotásában kihangsúlyozta a vidék technológiai és oktatásügyi fejlesztésének fontosságát, a köztulajdon és a közös vezetés kialakításának elkerülhetetlenségét. Az iparosítással 1945-ről 1990-re 63,5%-ról 26,8%-ra csökkentek a mezőgazdaságból származó bevételek. A foglalkoztatottak száma is csökkent, 1960 és 1989 között 23%-kal.

#### Kereskedelem
Észak-Korea legjelentősebb kereskedelmi partnerei Kína és Dél-Korea. A Kínával folytatott kereskedelem 2003-ban 38%-os növekedést mutatott és ezzel 1,02 milliárd dollárra nőtt, Dél-Korea pedig 12%-os növekedést és 724 millió dollárnyi emelkedést könyvelhetett el.
Lásd még: Észak-Korea ipara, Észak-Korea energiapolitikája
Hiába a nemzetközi szankciók tiltása, az ország 2017-ben is kereskedett szénnel Kínával.

### Idegenforgalom

#### Az országba történő beutazás
A világ legtöbb államához képest rendkívül zárt ország, ez vonatkozik a nemzetközi turizmusban betöltött szerepére is. Ettől függetlenül az észak-koreai hatóságok csak a dél-koreai állampolgárok részére nem engedélyezik a beutazást, a többi országból érkezőknek elvileg engedélyezve van a belépés. Dél-Korea állampolgárai csak külön engedély alapján léphetnek be az országba, amihez mindkét kormány engedélye szükséges és általában magas szintű delegációk tagjaira korlátozódik. Az Egyesült Államok az állampolgárait óvja és 2017 óta tiltja az odautazásoktól. Az illetékes amerikai hatóság figyelmeztetése szerint "Ne utazzon Észak-Koreába, mivel az amerikai állampolgárokat továbbra is komolyan fenyegeti a letartóztatás, a hosszú távú és a jogtalan fogva tartás veszélye. Semmilyen okból ne utazzon a Koreai Népi Demokratikus Köztársaságba." Hasonló figyelmeztetést ad közre állampolgárai számára Kanada is. A legtöbb nyugati országnak nincs külképviselete, így – több ország vonatkozásában is – a svéd nagykövetség közvetíthet bizonyos esetekben, de csak nagyon korlátozott lehetőségekkel rendelkeznek.
A turistaként érkezők leginkább csoportosan, utazási irodák szervezésében utaznak. Észak-Koreában nem engedélyezett az egyéni utazás. Magánszervezés esetében is csak idegenvezető kíséretével lehet mozogni az engedélyezett útvonalakon. A turisták mozgása és kommunikációja bármikor megfigyelés alatt állhat. A turistákat folyamatosan tolmácsok és/vagy állami ellenőrző személyek kísérik. A személyes tárgyaikat átvizsgálhatják, a hatóságok átnézhetik az elektronikus eszközökön tárolt tartalmakat is. Külföldiek nem vezethetnek autót, és az utazást szigorúan korlátozzák. A fővároson kívüli látogatások általában engedélyhez kötöttek. A helyiekkel való ellenőrizetlen kapcsolatfelvétel gyakorlatilag lehetetlen és a lakosságnak büntetés terhe mellett tilos. A helyiek részére érzékeny, politikai kérdéseket nem ajánlatos feltenni, vagy ilyen témát felhozni. A politikai rendszer és az állam vezetőinek és családtagjaiknak kritizálása súlyos büntetőjogi következményekkel jár. Az állam által kijelölt idegenvezető iránymutatást ad, hogy hol szabad és hol nem engedélyezett fényképeket készíteni. A külföldiek számára fenntartott szállodákból lehetőség van külföldre telefonálni. A deviza átváltására ritkán van lehetőség, a banki átváltás és műveletek korlátozottak, bankautomaták sincsenek.

#### A turizmus kezdete
A kezdeti években a legtöbb látogató a testvéri szocialista országokból, például a Szovjetunióból érkezett. Hivatalosan 1986-ban nyitotta meg kapuit a nemzetközi turizmus előtt, bár továbbra is szükség volt meghívóra és a beutazás sem történt szabadon. A külföldi turisták előtti nyitáskor az Egyesült Államok, Japán, Tajvan és Dél-Afrika állampolgárai mellett Izrael állampolgárait is kizárta. Észak-Korea az 1980-as években kezdte el fejleszteni a turisztikai ágazatot, amikor létrehozta a KNDK Nemzeti Turisztikai Hivatalt (NTA) és 1987-ben csatlakozott az ENSZ Turisztikai Világszervezetéhez.  Később Kim Dzsongil megnyitotta a Kumgang-hegyet a dél-koreai látogatók előtt. A projekt 1998 és 2008 között közel kétmillió dél-koreai turistát fogadott. Kim Dzsongun 2013-ban a beutazó turizmus fellendítését célozta meg, ekkor már egy jól kidolgozott stratégiával. Az országban infrastrukturális beruházások valósultak meg, megnyílt a Masikryong síközpont és szállodakomplexum, valamint a Yangdok forró forrás rekreációs központ, és fejlesztették a Vonszan-Kalma tengerparti turisztikai területet. Észak-Koreában az idegenforgalom egyike azon kevés ágazatoknak, amelyeket az ENSZ szankciós rendszere nem érintett. Emellett a rezsim hasznot akar húzni a Kelet-Ázsiába irányuló turizmus fellendüléséből, továbbá az ágazatot stabil devizaforrásként kívánják hasznosítani, mivel külföldi devizához az ország exportját korlátozó szankciók miatt nehezen jutnak hozzá. 2013 évet követően jelentősen megnőttek a bevételek. A Korea Maritime Institute (Dél-Koreai Intézet) becslése szerint Észak-Korea 2014-ben 30,6 és 43,6 millió dollár közötti összeget keresett a turizmusból, és abban az évben akár 100 000 külföldi (95 000 kínai és 5000 „nyugati”) is meglátogatta az országot. A becslési adatok alapján a turizmusból származó bevételek 2014 és 2019 között mintegy 400 százalékkal nőttek, így az ágazat szilárd bevételi és devizaforrássá vált. Az NK News adatai szerint 2019-ben legalább 350 000 kínai turista látogatott az országba, akik abban az évben akár 175 millió dollár bevételt is generáltak.

#### A COVID-19 világjárvány, majd az újranyitás
2020-ra egy újabb nyereséges évvel számoltak. Az ország 350 000 kínai turistát és nagyjából 5000 nem kínai látogatót fogadott volna. A pandémia miatt január 21-én Észak-Korea a nemzetközi utazók előtt lezárta határait és leállított minden utazást, hogy megakadályozza a járvány terjedését. A járvány és a turisták elmaradása miatt elestek a bevételektől.
A világjárvány előtt a túlnyomóan kínai látogatók repülővel vagy Kínán keresztül vonattal érkezhettek az országba. 2023 közepétől enyhítették a korlátozásokat, majd újra engedélyezték a beutazást. Először 2024-ben az orosz, majd 2025 februárjában a nyugati turisták számára is lehetővé tették a beutazást. A nyugati turisták az északkeleti határvárosba, Raszonba léphettek be, de nem sokkal később az utazási programot beszüntették. A külföldiek a kínai határ melletti Szamdzsijon városát kereshették még fel szervezett út keretében.
2025 nyarán nyitották meg a 20 ezer ember befogadására alkalmas Vonszan-Kalma tengerparti üdülőközpontot. A fejlesztés során vízi parkokat, felhőkarcoló-szállodákat építettek fel. A nemzetközi turizmus az orosz állampolgárokra koncentrál, azonban 2024-ben is csak 2000 orosz állampolgár látogatott Észak-Koreába, amelyből mindössze 880 fő volt turista. Emiatt az üdülőhely elsősorban a kiváltságos pártelit pihenőhelyeként funkcionálhat majd.

## Közlekedés
Az országnak 23 000 km-es közúthálózata és 8533 km-es (ebből 3194 km villamosított) vasúthálózata van.
A legfontosabb kikötők Nampho és Hungnam. Az ország egyetlen nemzetközi repülőtere a Phenjanban lévő Szunani nemzetközi repülőtér.

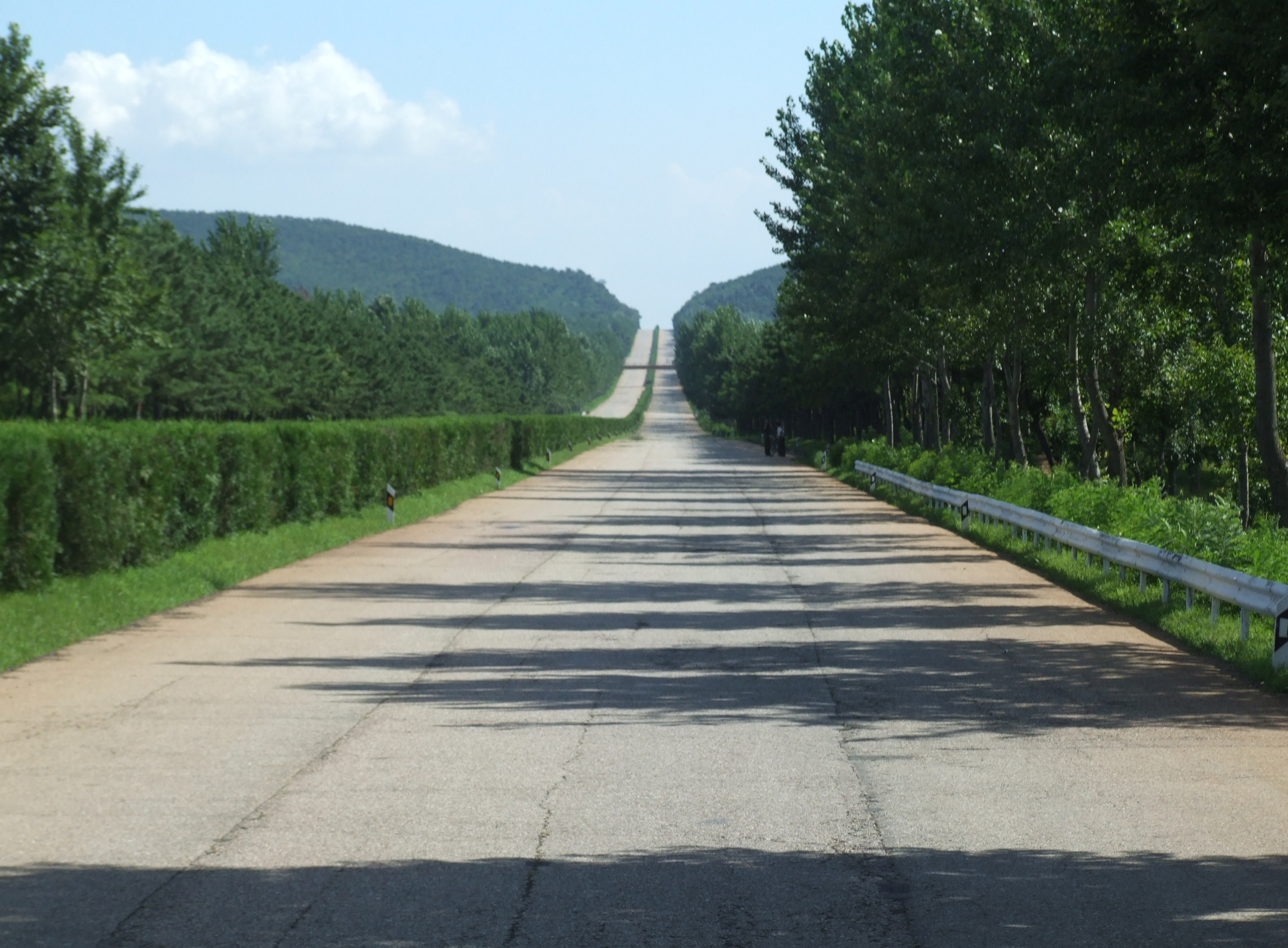
Phenjan-Keszong autópálya – autók nélkül
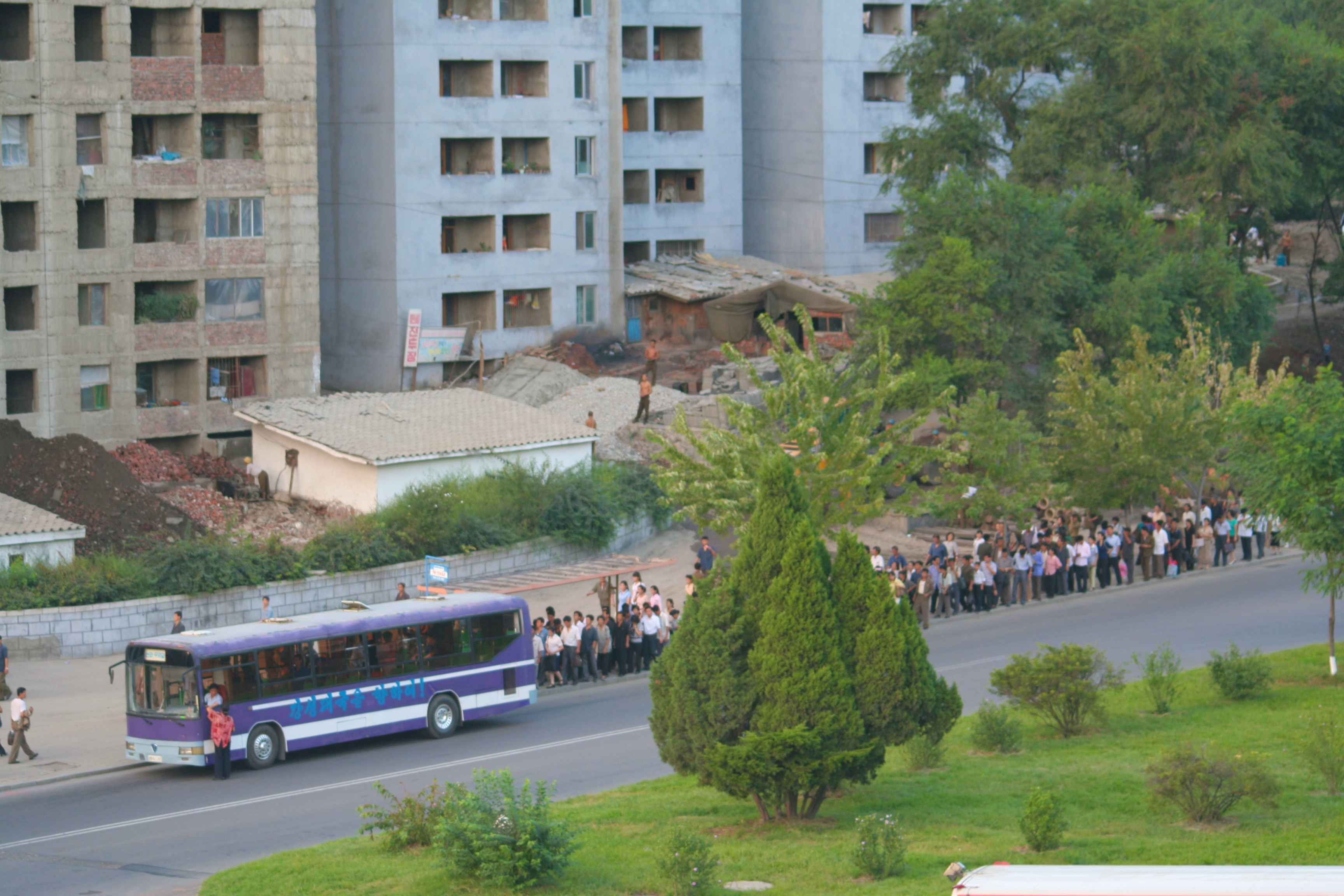
Az átlagembernek nincs autója, a legtöbben autóbusszal közlekednek
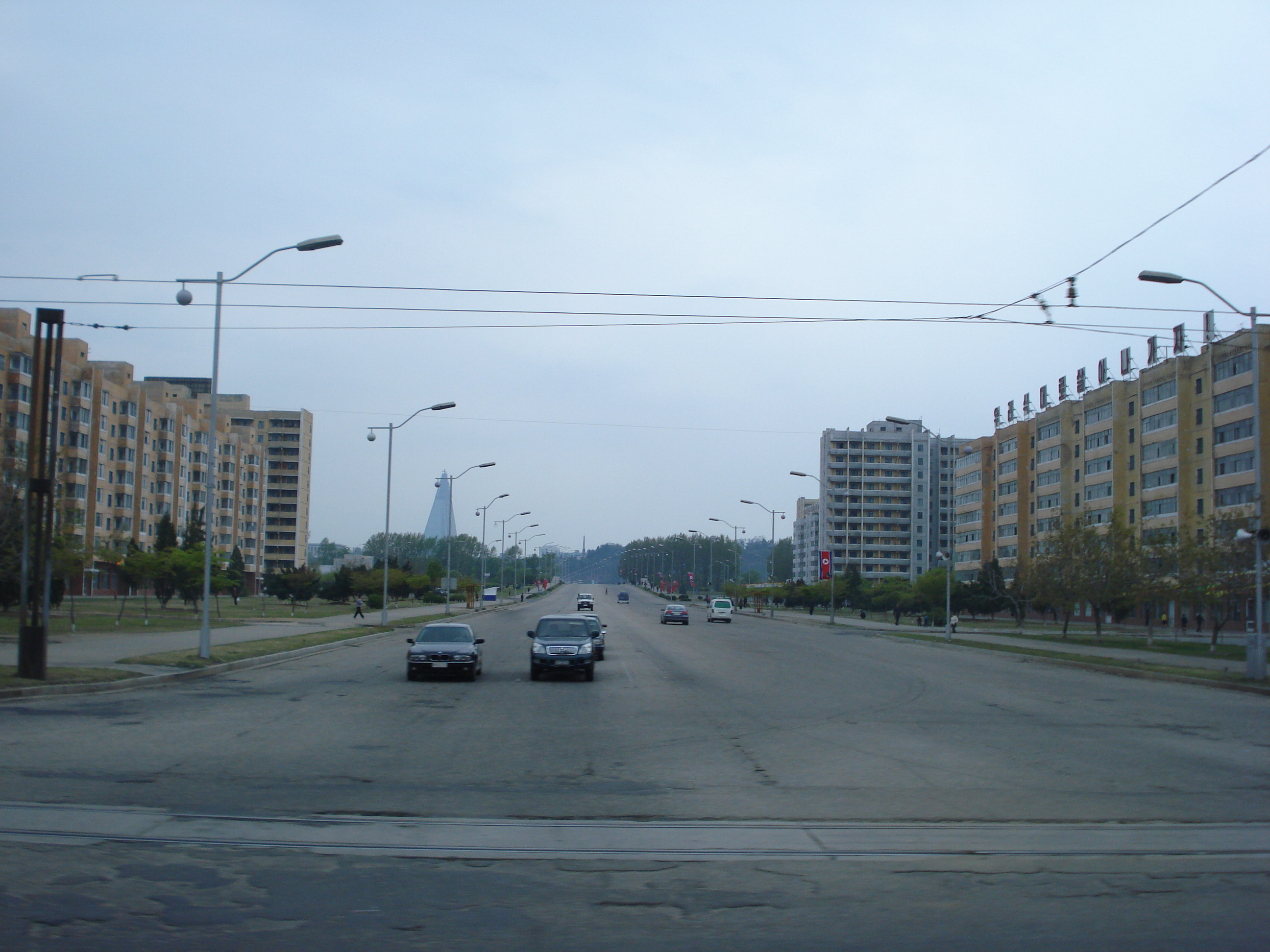
Phenjan egy főútja
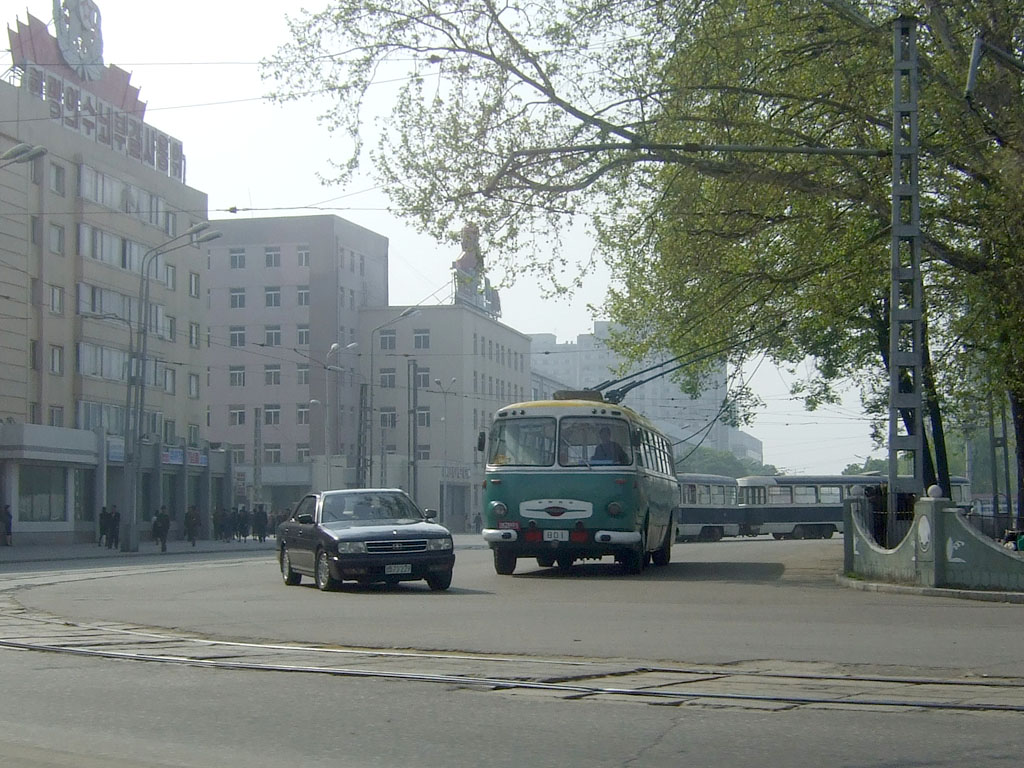
Utcakép Phenjanban
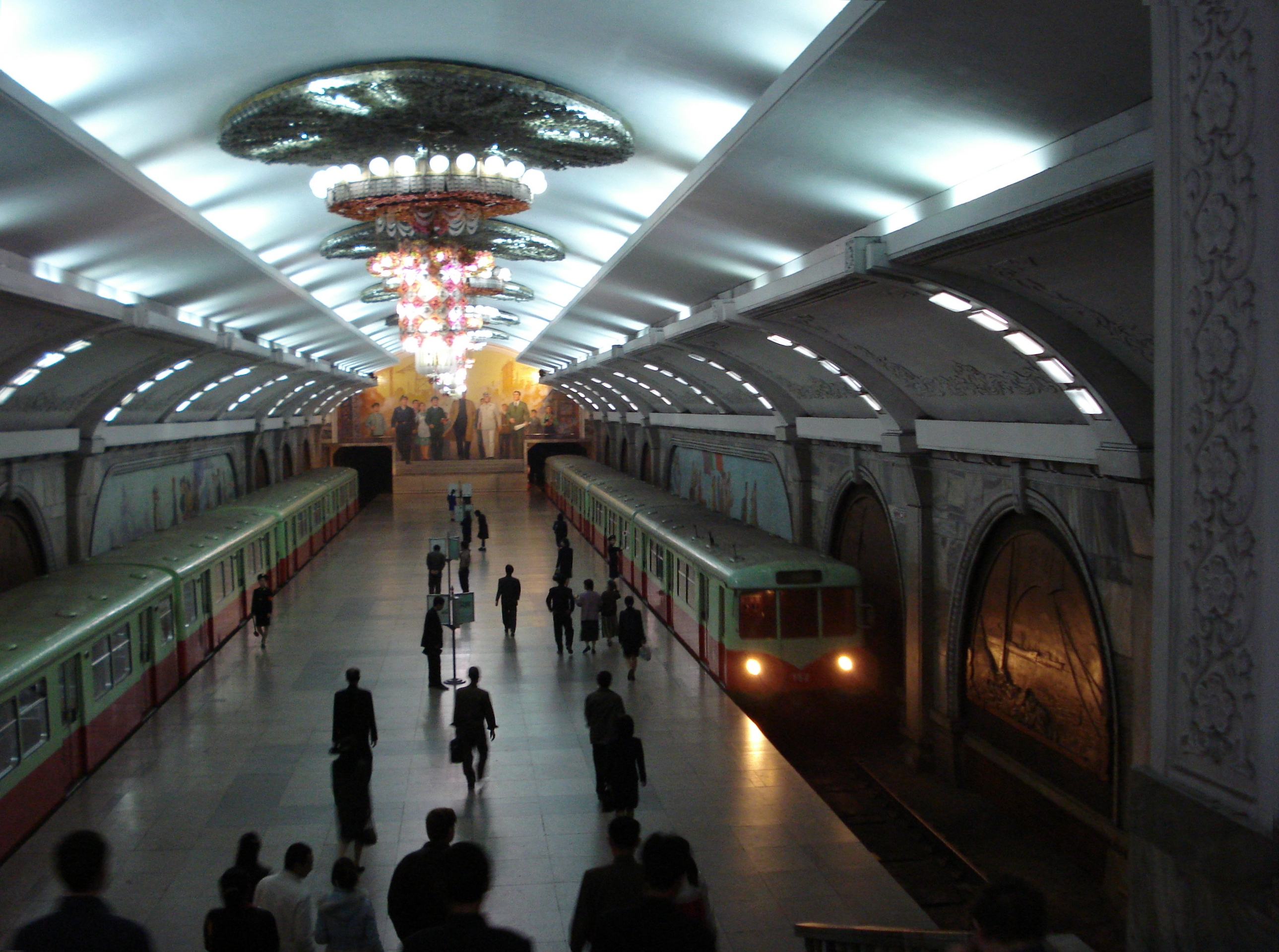
Metróállomás (Puhung) a fővárosban
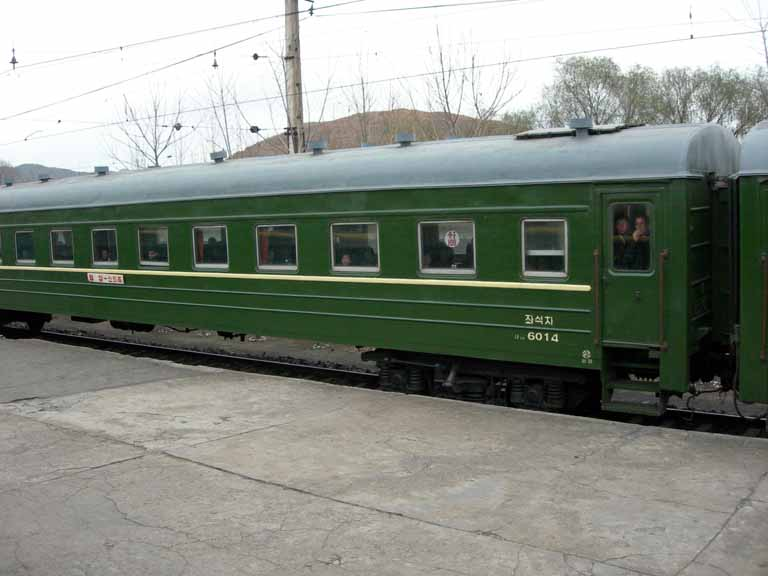
Vonat Phenjan és Sinidzsu között

## Telekommunikáció
| Hívójel prefix | HM, P5-P9 |
| ITU zóna       | 44        |
| CQ zóna        | 25        |

## Kultúra

### Internet
2021 elején ez az egyetlen ország a világon, ahol az átlagemberek nem férhetnek hozzá az internethez.
Kiépült ugyan a saját belső intranetjük, de csak a legtehetősebbek engedhetik meg maguknak.

### Kulturális intézmények

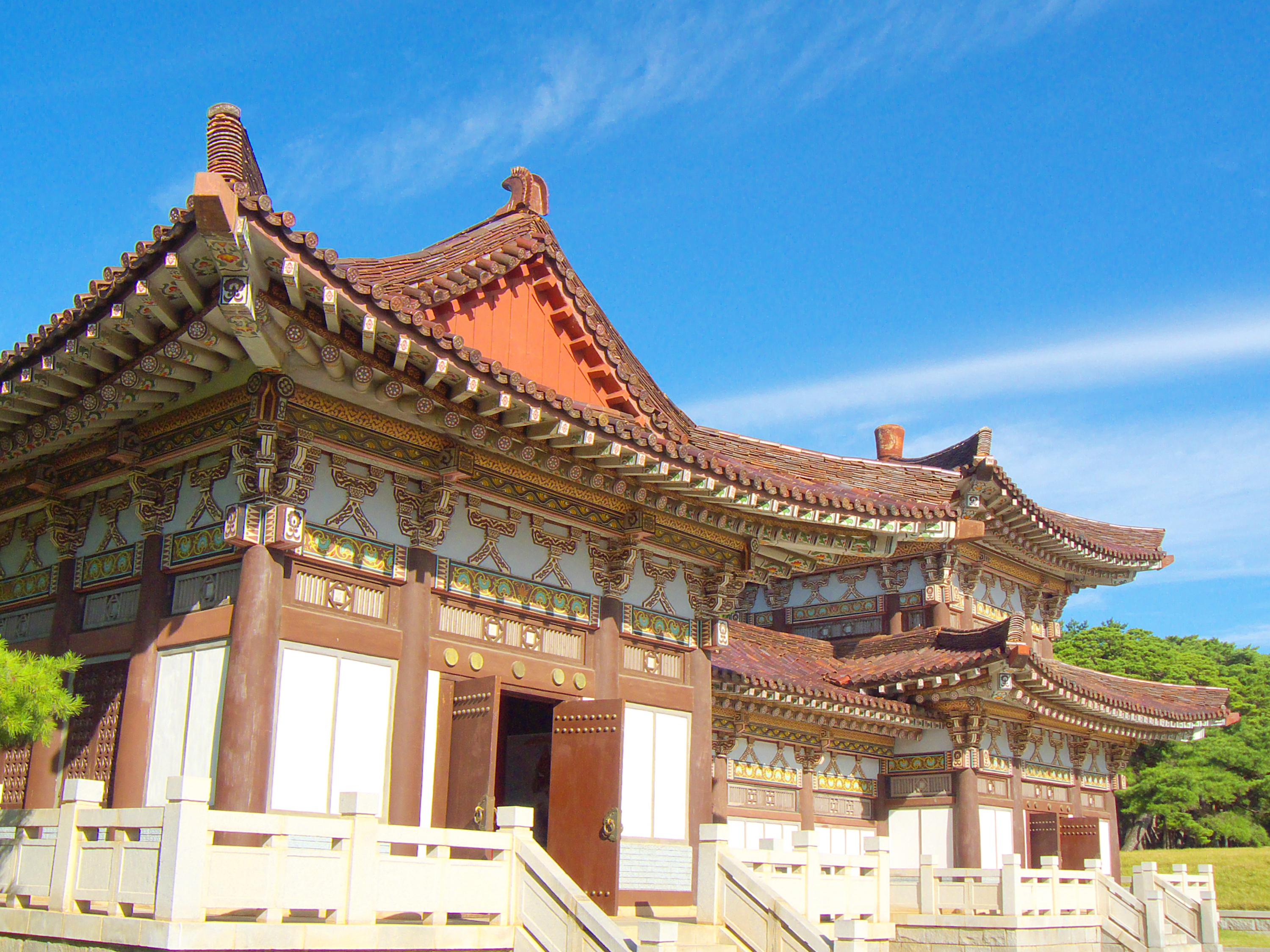
Tongmjong kogurjói király (i. e. 37 – i. e. 19) sírhelye a főváros közelében

Az UNESCO által elismerten a Világ kulturális örökségének része a Kogurjo-síremlékek.
2018-ban Dél-Korea Észak-Koreával közösen jelölte az ősi koreai birkózást, a ssirumot az UNESCO szellemi kulturális örökség programjába, és a jelölést az UNESCO elfogadta.

### Tudomány
Észak-Korea kiemelt ügyként kezeli az elektronikus hadviselést és a CIA-val összemérhető képességű hackerek kifejlesztését, akik a déliek szerint már több alkalommal támadták szervezeteiket.

#### Űrkutatás
Észak-Korea 2009. április 5-én kísérleti rakétaindítást hajtott végre, melynek során egy Tephodong-2 rakétát lőttek ki a Csendes-óceán irányába. A hivatalos bejelentés szerint műholdat kívántak pályára állítani, külföldi megfigyelők szerint azonban kísérleti rakétaindításról volt szó. A rakéta mintegy 3800 km-t tett meg, közben rövid ideig elérte a 80 km-es magasságot. A tervezettel ellentétben a szilárd hajtóanyagú harmadik fokozat begyújtásakor hiba történt, miután a második fokozat normál üzeme véget ért, a Japán Védelmi Minisztérium és az Amerikai Védelmi Minisztérium jelentése szerint. A jelentést radarokkal való követésre és az Amerikai Légierő korai műholdas riasztórendszerének adataira alapozták. A rakéta fejlett irányítási rendszerrel rendelkezett. A második fokozat Scud-ER rakétahajtóművet használt (ER: extended range = megnövelt hatótávolság).
2012. december 12-én felbocsátották a Kvangmjongszong–3 2. egység (Chosŏn'gŭl: 《광명성―3》호 2호기; Hanja: 光明星3号2号機; magyar jelentése: „fényes csillag”, vagy „vezérlő csillag”) nevű műholdat. Észak-Koreának ez az első olyan műholdja, ami sikeresen elérte a világűrt és pályára állt. A műhold az április 13-i sikertelenül felbocsátott műhold tervezett helyére kerül. Feladata földmegfigyelés.
Politikai és katonai megfigyelők szerint a felbocsátás valódi célja ballisztikus rakéta kipróbálása volt, aminek hatótávolsága mintegy 10 000 km, tehát akár az USA nyugati partvidékét is el tudja érni.

### Hagyományok, néprajz

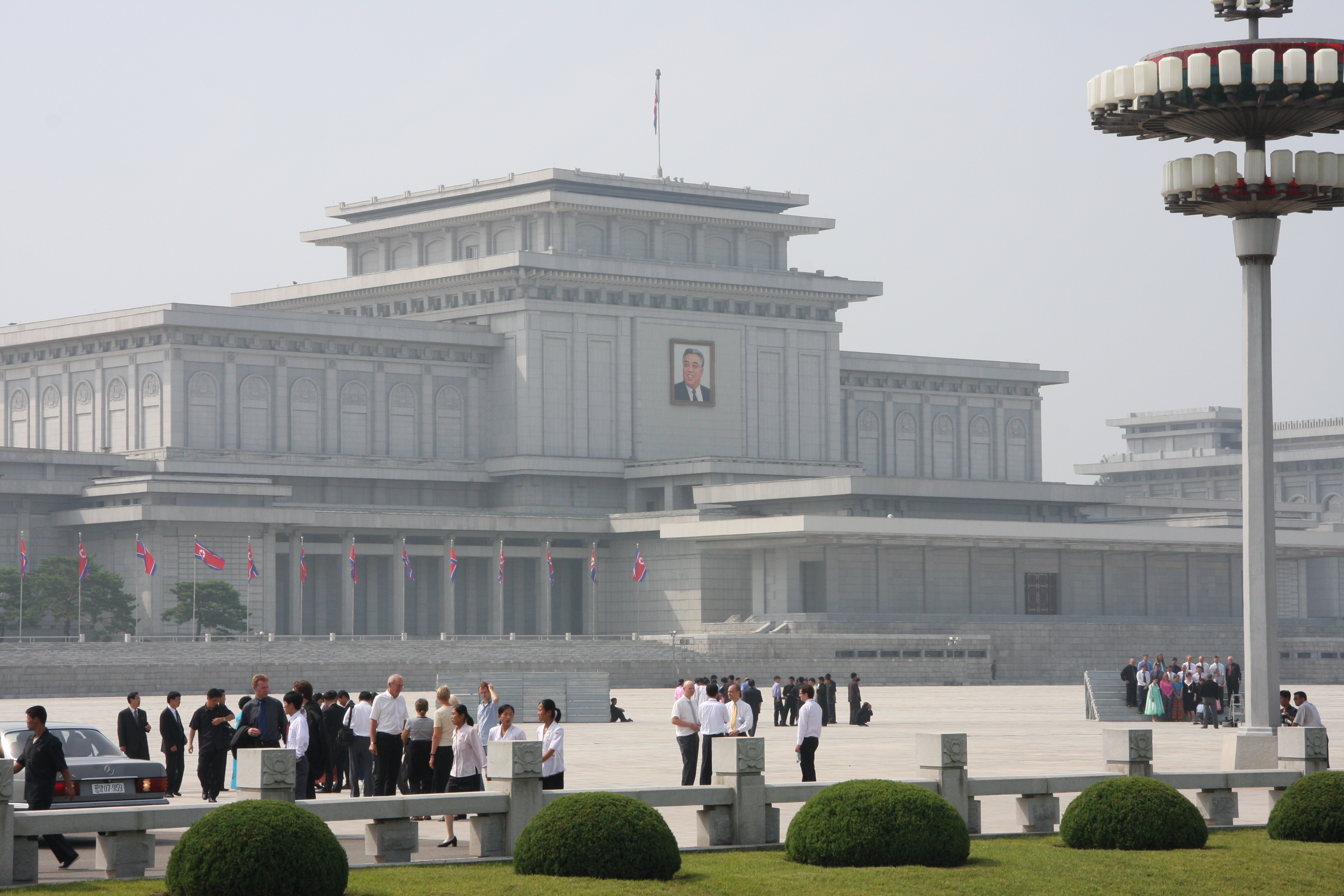
Kumszuszan palota Phenjanban. Kim Ir Szen haláláig az elnöki épület volt, ma mauzóleum

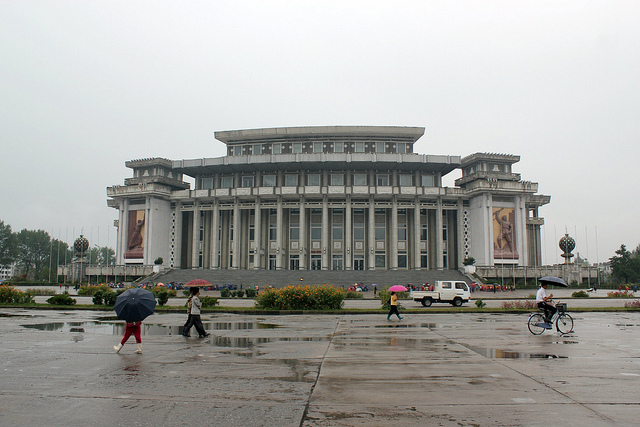
Hamhŭng Nagy Színháza

Az országban óriási személyi kultusz alakult ki Kim Ir Szen és Kim Dzsongil körül, és a legtöbb észak-koreai irodalmi alkotás, zenei mű, színházi előadás és film őket dicsőíti, bár vannak a politikától teljesen mentes alkotások, pl. animációs gyerekfilmek is.
Észak-Koreában igen népszerű esemény a Tömegjátékok, a legutolsó és egyben a legnagyobb az Arirang népdalról kapta a nevét. A két hónapon át tartó rendezvényen hetente hat éjszakán összesen több mint 100 ezer előadó lépett fel. A tömegjátékokon gimnasztikai és táncelőadások láthatók összehangolt koreográfiával, amelyek Észak-Korea történelmét és a Koreai Munkapárt forradalmát dicsőítik. Ezeket a játékokat Phenjanban tartják, különböző helyszíneken (amelyek a játékok méretétől is függenek), mint például a Rungnado Május Elseje Stadionban.
Az állam kultúráját hivatalosan a kormány védelmezi. A vezetés hatalmas kulturális központokként funkcionáló épületeket építtetett, ilyenek például a Nagy Népi Tanulás Palotája vagy a Népi Kultúra Palotája (mindkettő Phenjanban található). A fővároson kívül található az ország legnagyobb színháza, a hamhungi színház, és minden városban található központilag irányított színház és stadion.
Az 1910 és 1945 közötti megszállás alatt Japán asszimilációs politikát folytatott a területen, ami erősen megviselte a helyi kultúrát: a koreaiakat arra kényszerítették, hogy japánul tanuljanak, fogadják el a névrendszert és a sintó vallást, és megtiltották, hogy az iskolákban, hivatalokban és nyilvános helyeken koreaiul beszéljenek. Számos koreai emlékművet és palotát romboltak le ez idő alatt, így például a Konkpogkunkot, és elpusztítottak minden fellelhető iratot, amelyekben Japánt rossznak ábrázolták.
2004 júliusában a Kogurjo-síremlékek felkerültek az UNESCO világörökségeinek listájára, és ezzel az első észak-koreai műemlékké váltak.
2012-ben megalakult az ország első lányegyüttese, a Moranbong.

### Gasztronómia

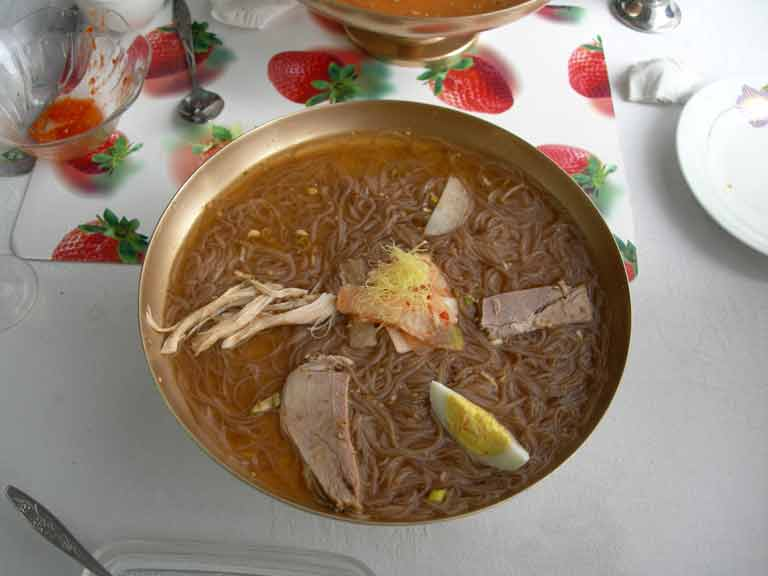
Rengmjon (Raengmyeon) (hideg tésztaétel, északi specialitás) az Ongnjugvan (Ongnyugwan) étteremből

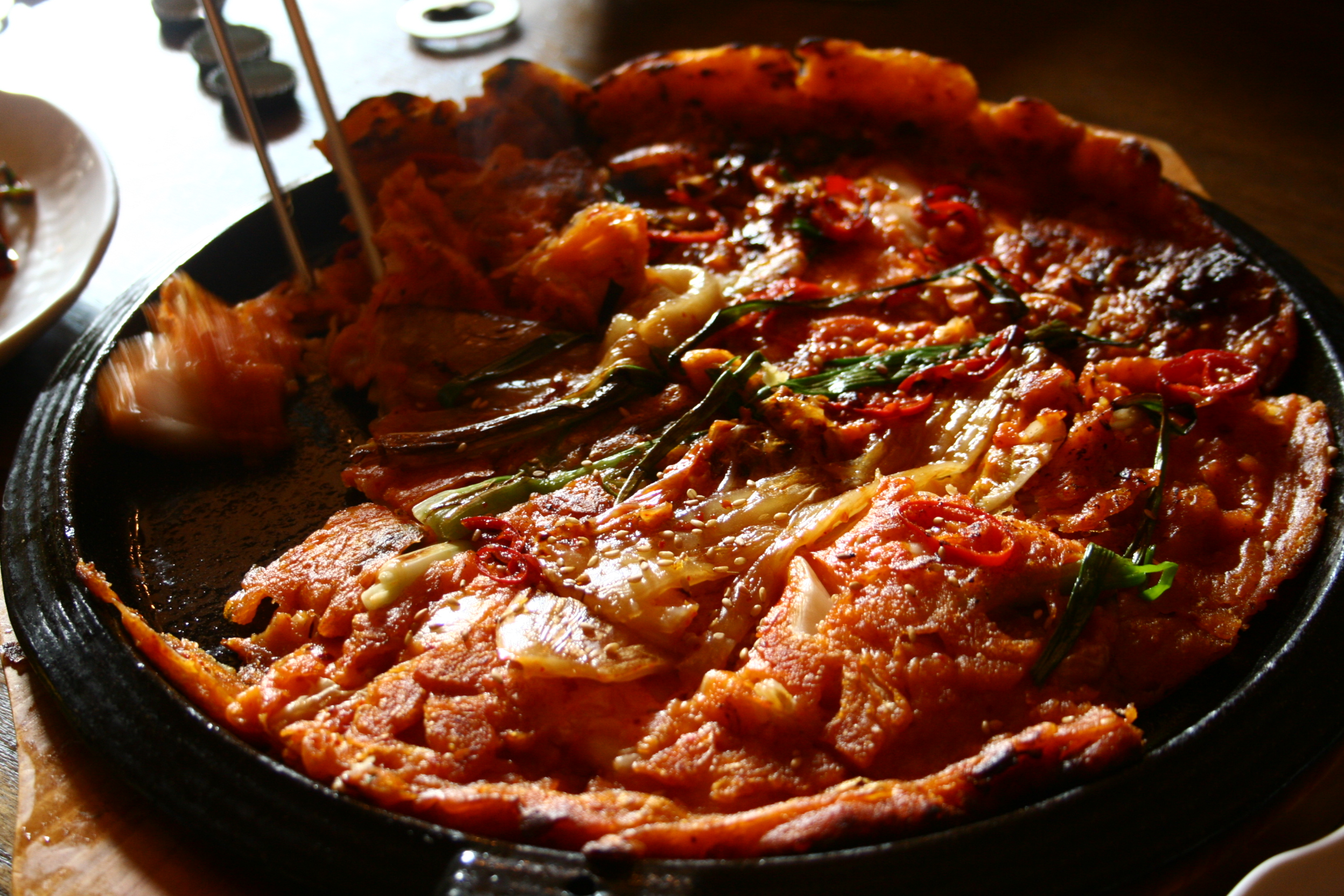
Kimcshi, az egyik népszerű nemzeti étel

Észak-Korea esetében gyakran említi a média az éhínséget, az élelmiszerhiányt. Becslések szerint 2014-ben az észak-koreaiak mintegy 80%-ának nem volt lehetősége beszerezni az egészséges étkezéshez szükséges alapanyagokat. Egyes hivatalnokok és az elithez tartozók azonban Phenjanban, a fővárosban hozzájutnak a tradicionális ételekhez és a külföldi konyhákhoz is, akárcsak a turisták, akik kiszolgálására több étterem is létesült. Ezek az éttermek az átlagemberek számára megfizethetetlenek, az ételek ára 7 dollártól akár 40 dollárig is terjedhet. A hagyományos észak-koreai ételek kevésbé fűszeresek és csípősek, mint a dél-koreaiak, és az éttermek kínálata erős orosz kulináris hatást is mutat. A főváros két legnevesebb elit étterme az Ongnjugvan (Ongnyugwan) (옥류관) és a Cshongnjugvan (청류관, Cheongnyugwan). Kedvelt étel a pulgogi (bulgogi), a kifejezetten északi specialitásként számontartott rengmjon (raengmyeon) (hideg tészta), a sinszollo (sinseollo) (egyfajta ragu), az onban (온반, csirke és rizs levesben), a cshogjethang (chogyetang) (초계탕, hideg csirkeleves) vagy a Hedzsu pibimbap (Haeju bibimbap) (pibimbap (bibimbap) vegyesen csirke- és sertéshússal). Észak-Koreában másfélék az utcai ételek is, kapható például indzso kogi pap (injo gogi bap) (인조고기밥, szójából készült rizses hurka), tububap (dububap) (두부밥, rizs tofuval) és szunde (sundae) (순대, koreai véreshurka).

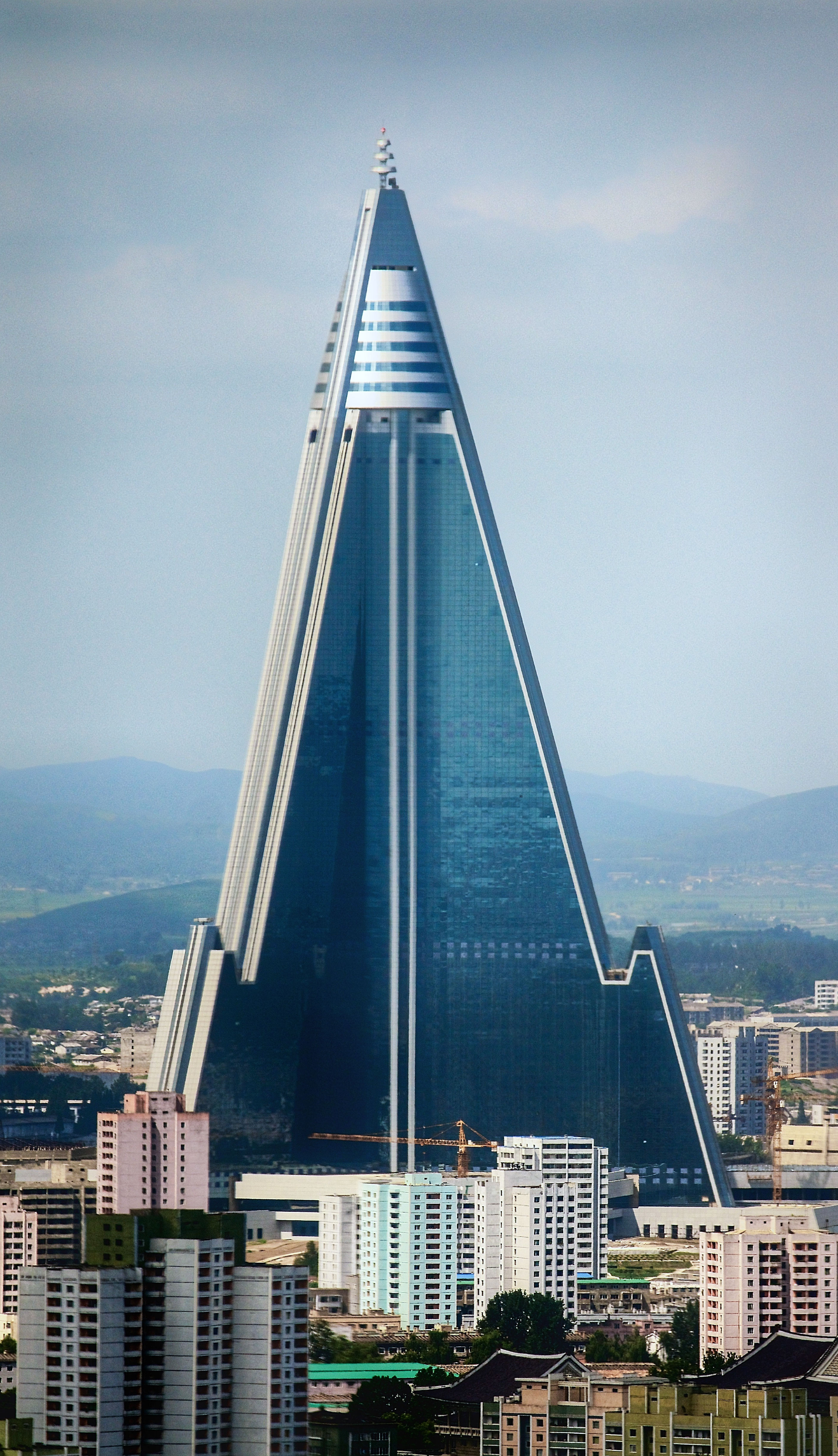
Ryugyong Hotel Phenjanban
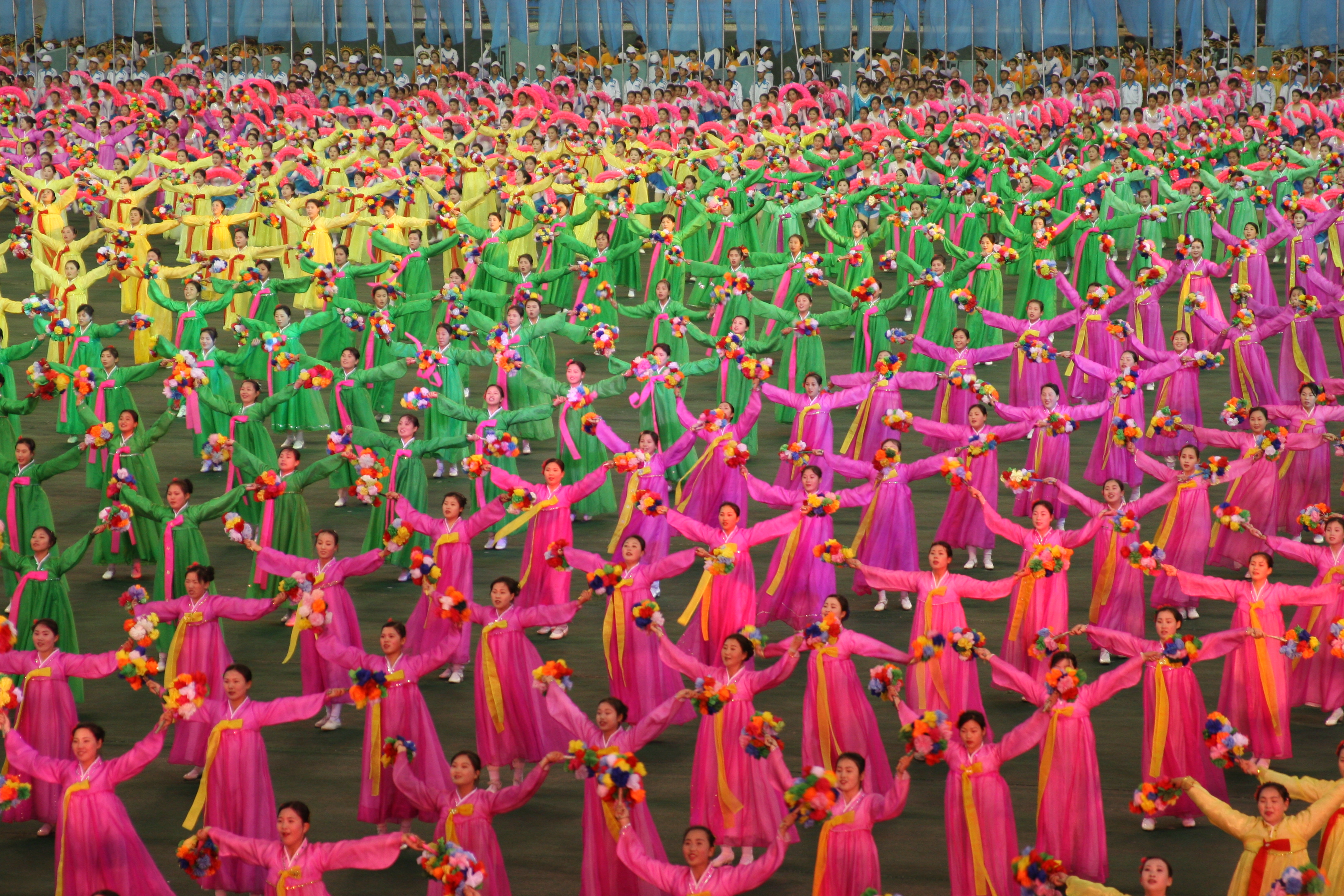
Tömegparádé
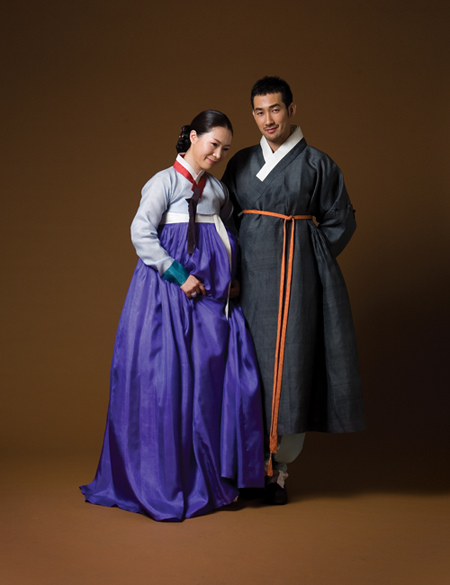
Hanbok, a hagyományos öltözet

## Sport

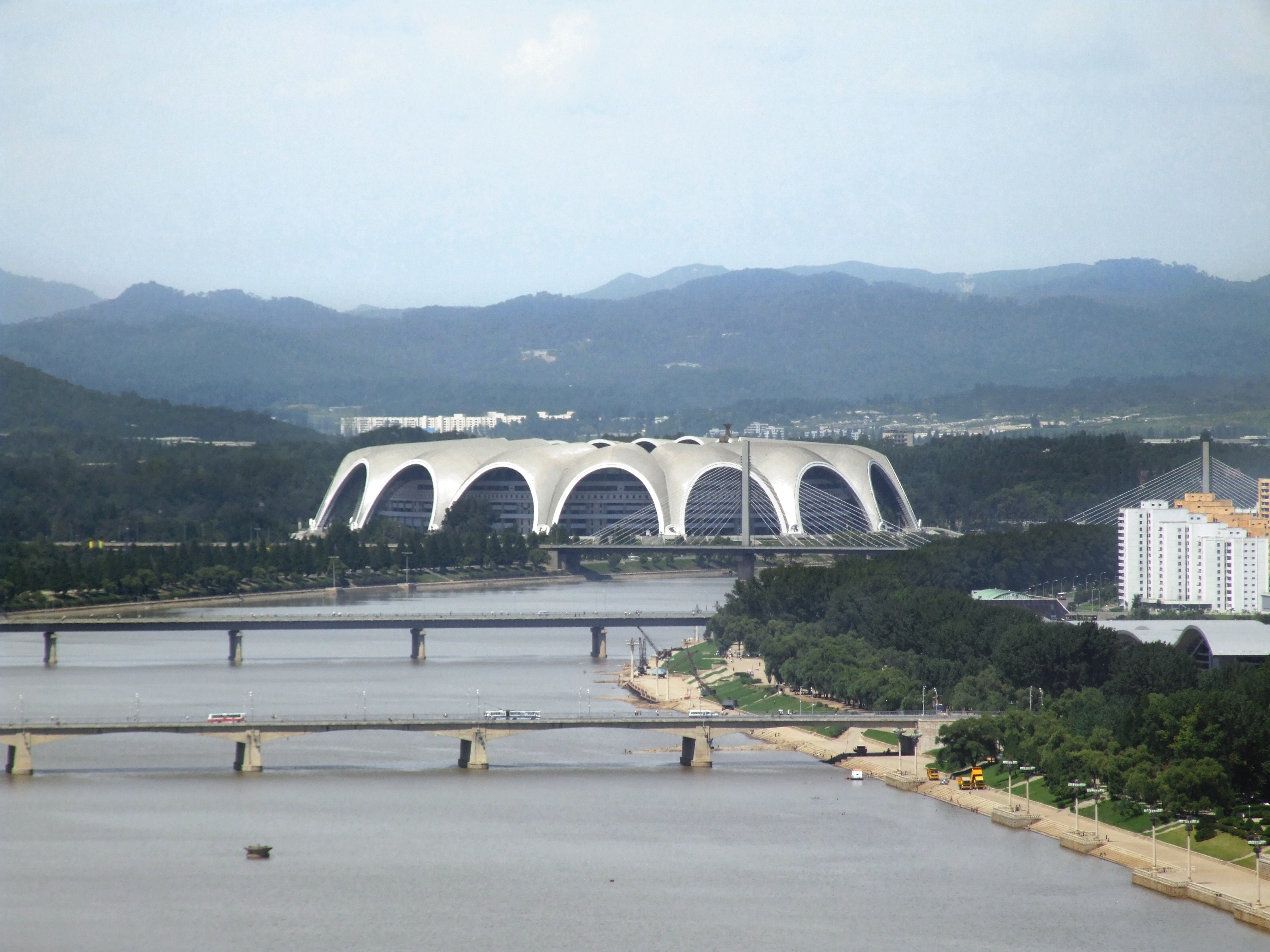
A Rungnado Május Elseje Stadion, Phenjan

Észak-Korea az olimpiákon nem szerepel olyan sikeresen. Összesítve 14 arany- 13 ezüst- és 22 bronzérme van. Legsikeresebb sportágaik a súlyemelés és a birkózás. Labdarúgó világbajnokságon kétszer szerepeltek. Az első – sikeresebb – részvételük 1966-ban volt. Itt a negyeddöntőig jutottak, és ott a portugálok győzték le őket 5:3 arányban. Ezután sokat kellett várni az új részvételhez, amire 2010-ben került sor a dél-afrikai rendezvényen. A csoportkörben a braziloktól kaptak ki 2:1-re, ám ez csak a látszat volt. A második mérkőzésükön Portugália ellen meg sem közelítették az 1966-os teljesítményt, és 7:0-ra kikaptak. Ezután Elefántcsontpart verte meg őket 3:0-ra, és a vb-n – a nagy várakozások ellenére – utolsóak lettek.
Az észak-koreai csapat 2006 óta majdnem minden téli olimpián részt vesz (2014-ben nem). Jelentős sporteredményeket nemigen tud felmutatni, de részvételük sportdiplomáciai szempontból számottevő, különösen a dél-koreai Phjongcshangban, 2018-ban rendezett téli olimpián.

## Galéria

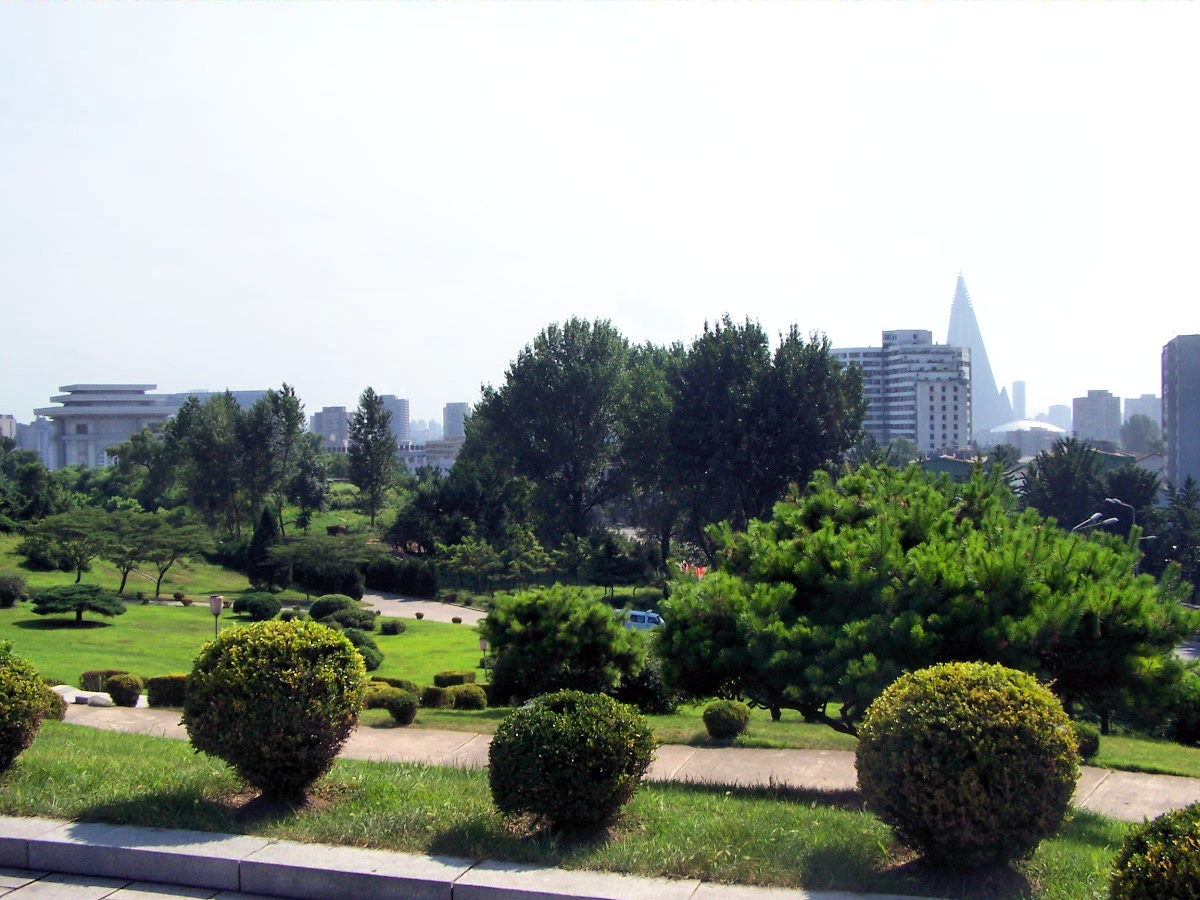
Phenjani park
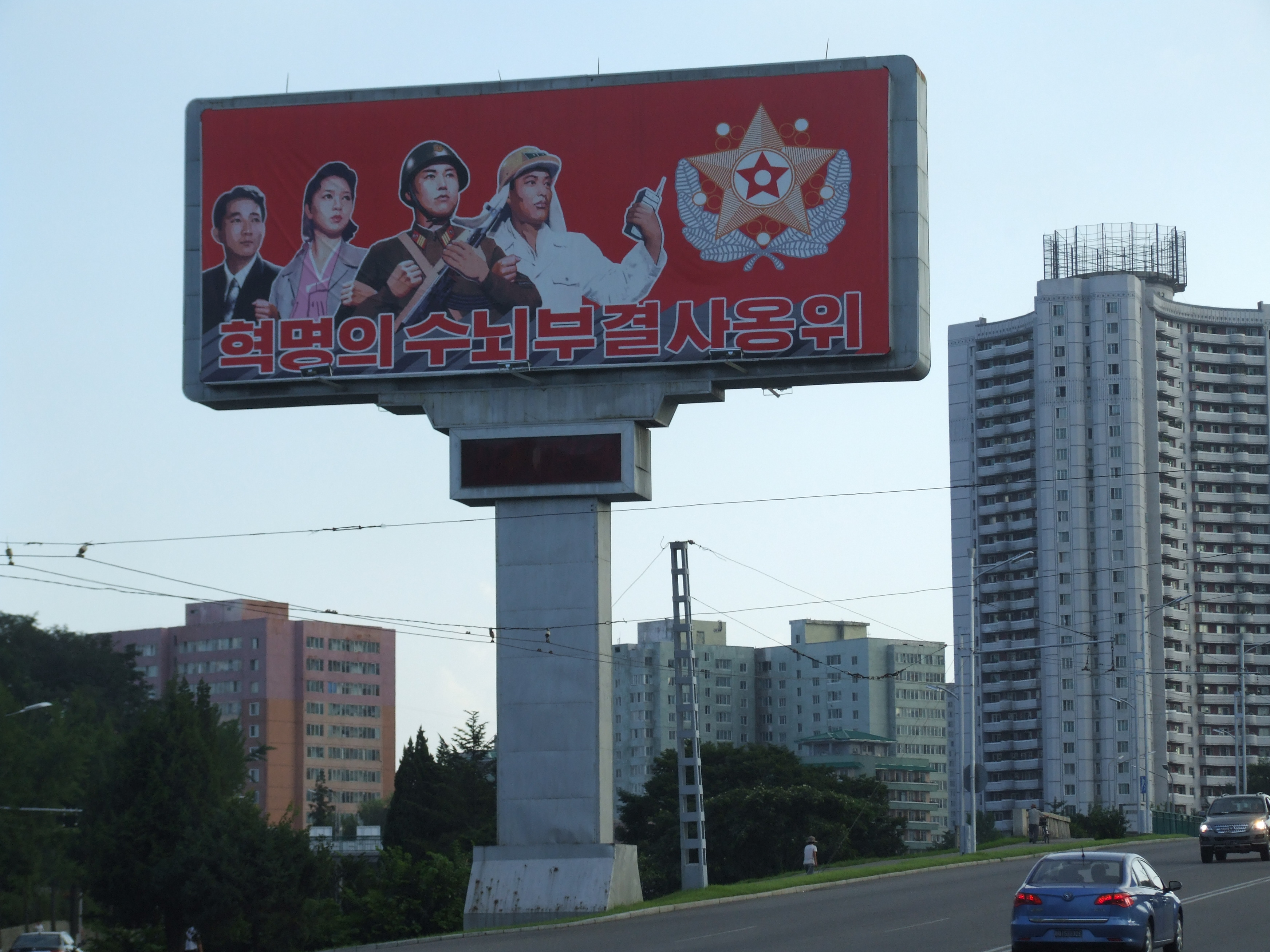
Politikai hirdetés a fővárosban
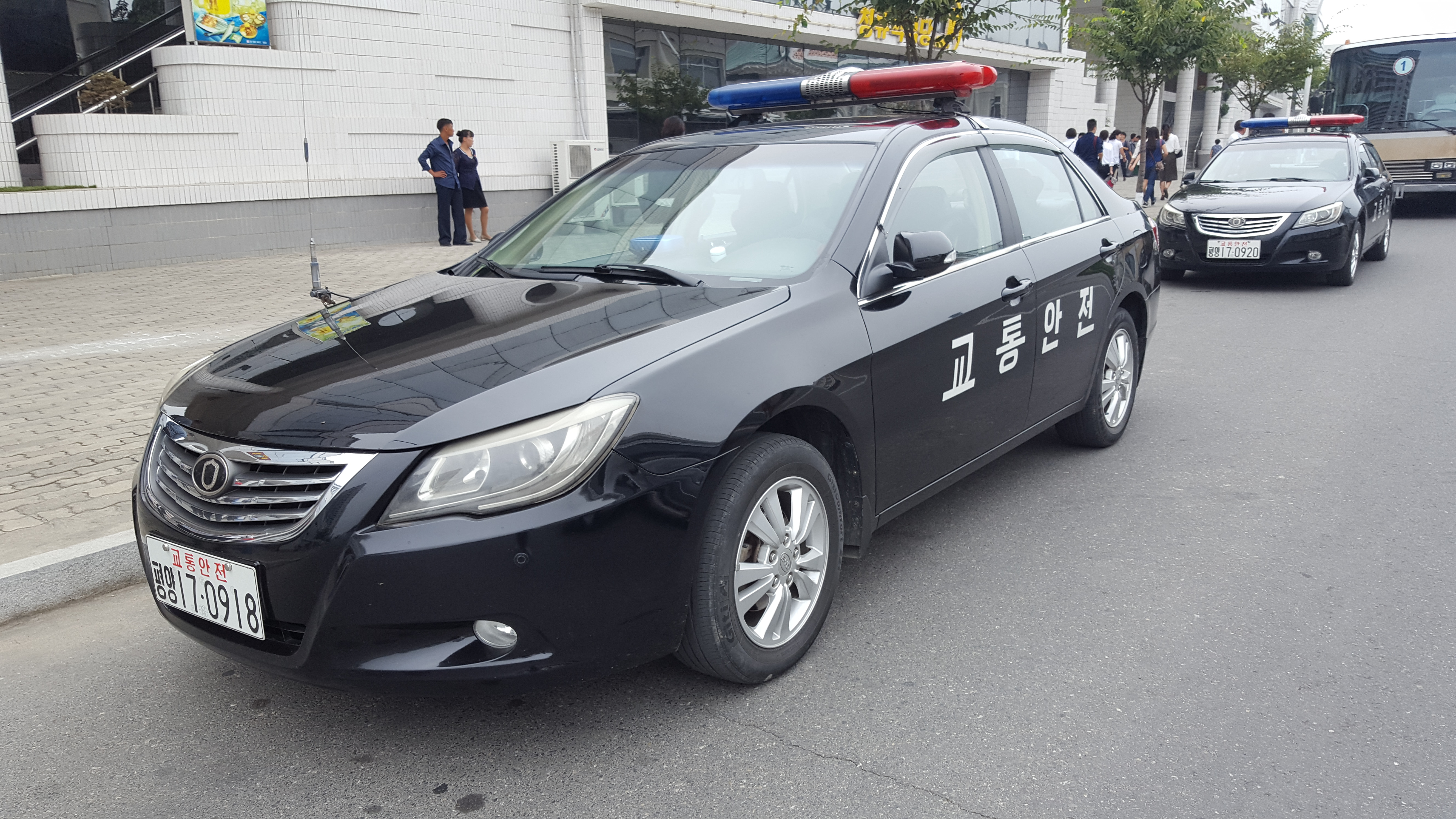
Rendőrautó Phenjan belvárosában
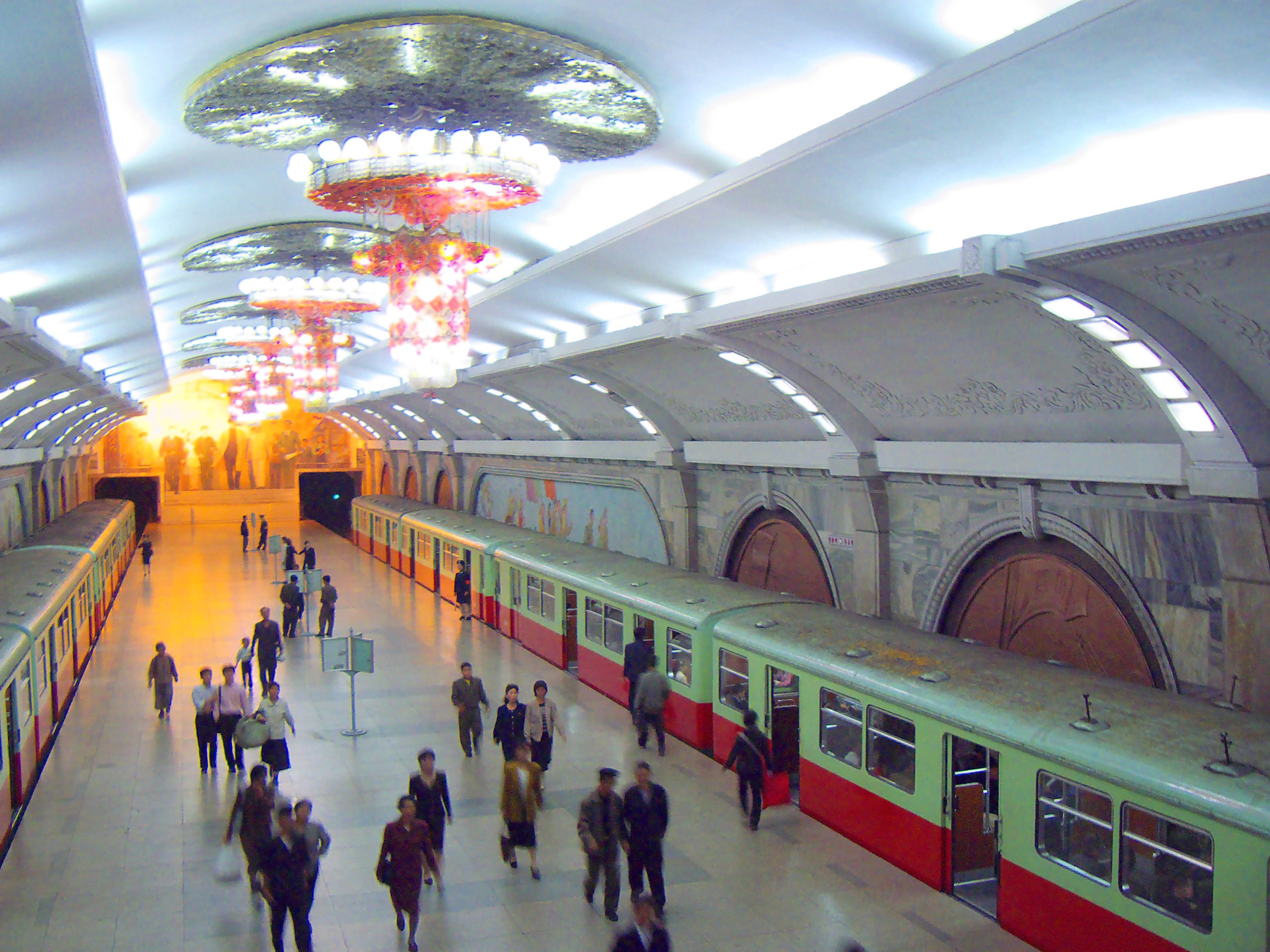
Phenjani metró
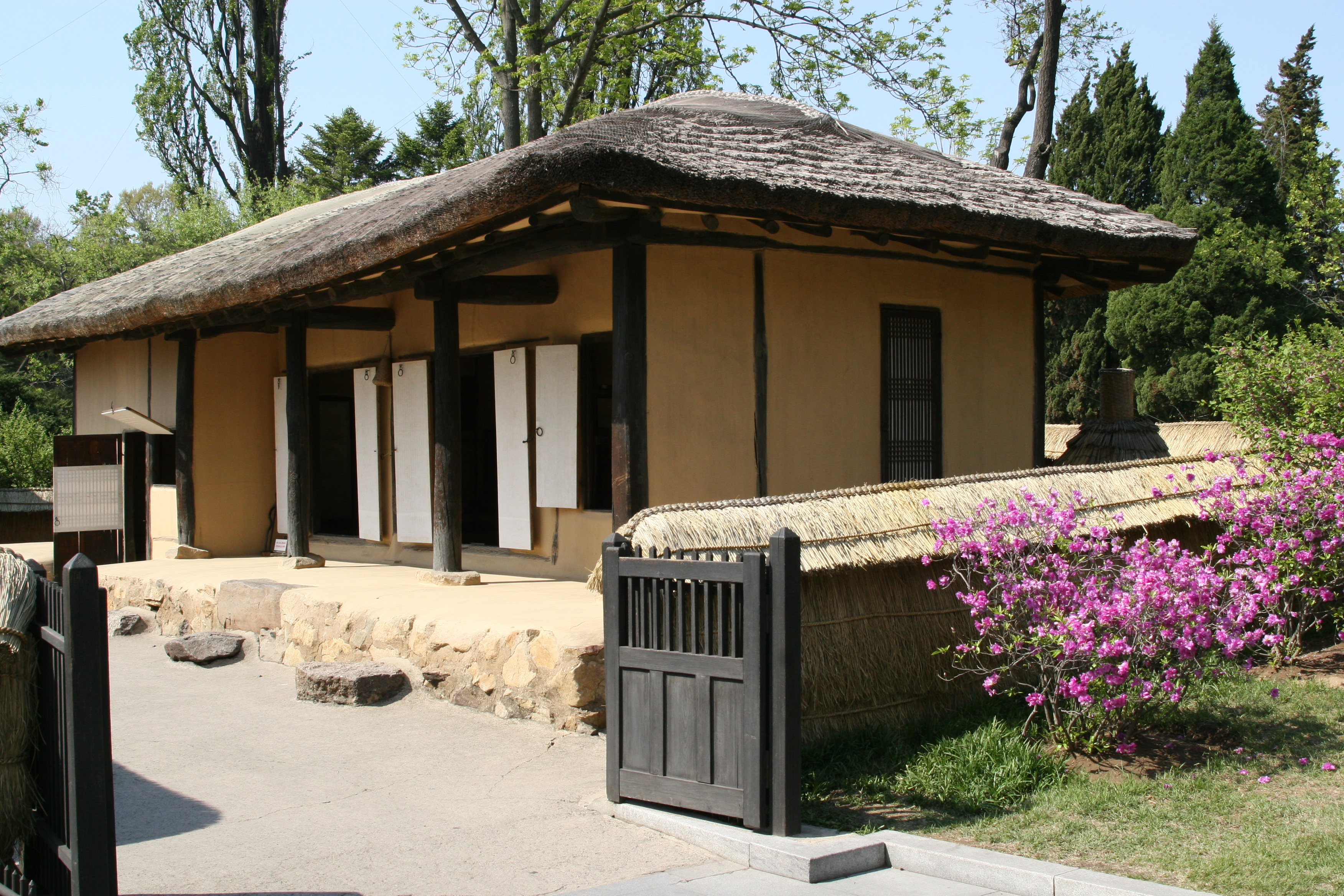
Kim Ir Szen szülőháza Mangjongde-ben

### Riportok az ország 2010-es látogatása után
- Őrök és poloskák követik a külföldieket Észak-Koreában (Index, 2010. június 1.)
- Ceauşescu nyeretlen kezdő volt ehhez képest (Index, 2010. június 26.)

### További riportok, filmek, képek
- Képriport John Bulmer fotóiból (magyarul)
- Észak-Korea – Élet a Minigaz tövében (Mandiner, 2011. április 3.)
- Képek (Flickr)
- (angolul) Egyórás útifilm három részben
- (angolul) Másfél nap felügyelet nélkül Észak-Koreában, YouTube-összefoglaló: 1. rész, 2. rész
- Észak-Korea, ahogy még csak kevesen láthatták

### Kötetek
- Fodor Zsolt: Észak-Korea: nukleáris fegyverkezés és belpolitika; SVKI, Budapest, 1999 (Védelmi tanulmányok)
- Stefan Bosbeijk: Észak-Korea 2002. Egy turistaút tükre; ford. Gazsi Miklós; magánkiadás, Budapest, 2002 (Emlékmű könyvek)
- Csoma Mózes: Koreaiak Magyarországon az 1950-es években; Könyvpont–L'Harmattan, Budapest, 2012
- Blaine Harden: Menekülés a 14-es táborból. Észak-Koreából a szabadságba; ford. Nagy Marcell, Rádai Andrea; HVG Könyvek, Budapest, 2013
- Barbara Demick: Nincs mit irigyelnünk a világtól. Életek és sorsok Észak-Koreában; ford. Ferencz Tamás, Lénárd Henrik; Könyvmolyképző, Szeged, 2013
- Csoma Mózes: 1989. Diszkózene a Kvangbok sugárúton. Észak-Korea a rendszerváltozások évében; L'Harmattan, Budapest, 2014
- Suki Kim: Nélküled mi sem vagyunk. Élet az észak-koreai diktatúra elit egyetemén; ford. Izing Róbert; HVG Könyvek, Budapest, 2015
- Pak Janmi: Élni akartam. Egy észak-koreai lány útja a szabadság felé; ford. Gázsity Mila; Akadémiai, Budapest, 2016
- Paul Fischer: Kim Dzsongil bemutatja. Észak-Korea és a világ legvakmerőbb emberrablásának hihetetlen és igaz története; ford. Izing Róbert; HVG Könyvek, Budapest, 2016
- Gergely Tamás: Az én Koreám. Naplójegyzetek; Üveghegy, Százhalombatta, 2018
- Pak H. Dzsung: Békeszerető atomhatalom? Kim Dzsongun Észak-Koreája; ford. Szántai Zsolt; I. P. C. Könyvek, Budapest, 2020
- Isikava Maszadzsi: Folyó a sötétben. A férfi, aki megszökött Észak-Koreából; ford. Nagy Boldizsár; Könyvmolyképző, Szeged, 2020 (Sötét örvény)
- Anna Fifield: Kim Dzsongun. Az észak-koreai diktátor felemelkedése és uralma; ford. Tábori Zoltán; Libri, Budapest, 2020